# Palestine Railways

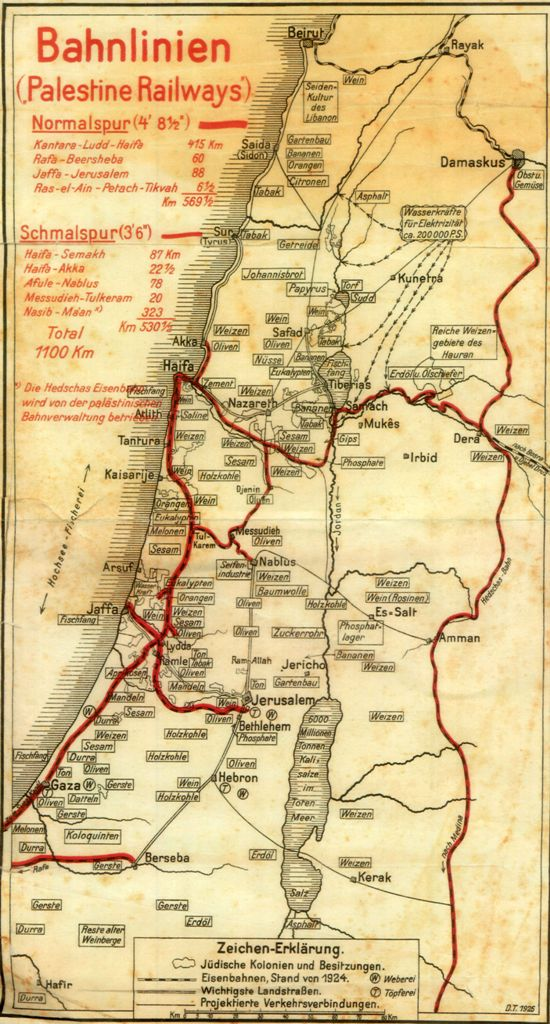
Streckenplan in einem Atlas von 1933

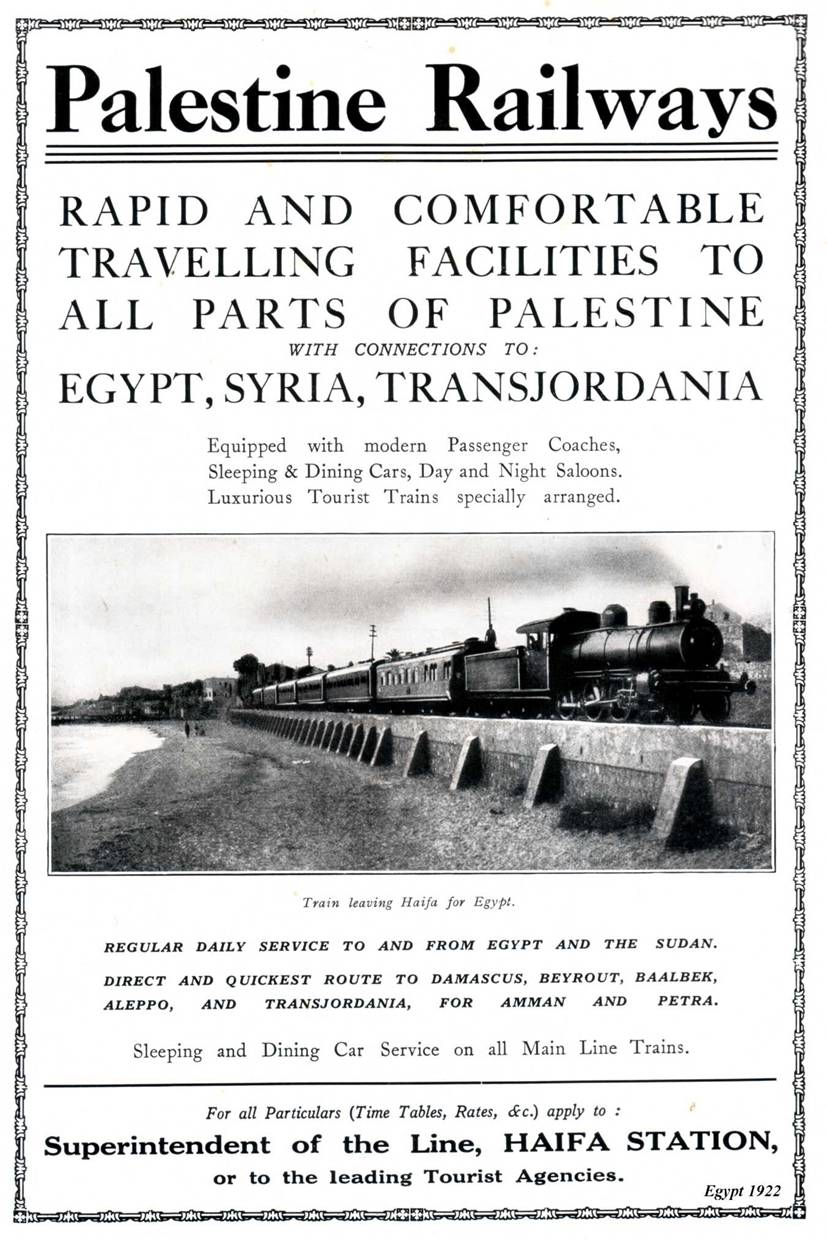
Anzeige von 1922

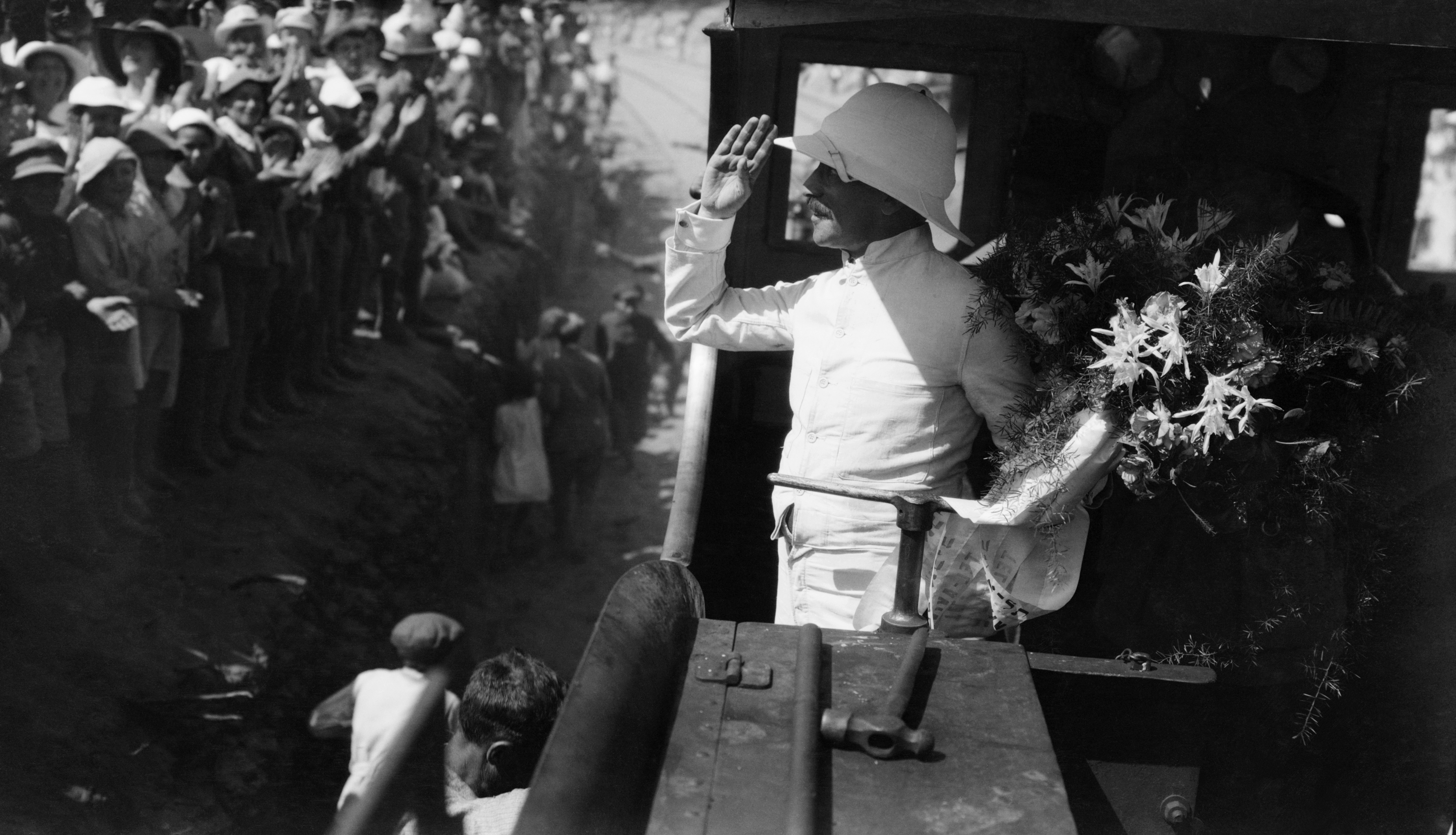
Hochkommissar Herbert Samuel bei Wiedereröffnung der Bahnstrecke Jaffa–Jerusalem 1920, die von 1050 auf 1435 mm umgespurt worden war.

Die Palestine Railways (hebräisch מְסִלּוֹת הַבַּרְזֶל הַפָּלֶשְׂתִּינָאִיּוֹת (א״י) Məsillōt ha-Barsel ha-Palestīna'ijjōt (A"J), deutsch ‚Palästinensische Eisenbahnen (L.I.)‘) wurden am 1. Oktober 1920 im britischen Mandatsgebiet Palästina gegründet und bestanden bis zur Gründung des Staates Israel am 14. Mai 1948. 1996 wurde die Eisenbahngesellschaft der Palästinensischen Autonomiegebiete gegründet, hat jedoch mangels Rollmaterial und nennenswert befahrbarer Strecken bisher keinen Eisenbahnbetrieb aufgenommen.

## Vorgeschichte
Als sich nach dem Ersten Weltkrieg das Osmanische Reich auflöste und die Grenzen im Nahen Osten neu gezogen wurden, entstand auch das Mandatsgebiet Palästina unter britischer Oberhoheit.

## Palestine Railways
Zum 1. Oktober 1920 wurde die Palestine Railways (PR) als „staatliche“ Behörde des Mandatsgebiets gegründet. Sie erhielt die Betriebsrechte aller im Gebiet von Palästina gelegenen Eisenbahnen. Diese divergierten sowohl hinsichtlich ihrer technischen Parameter, der Ausstattung mit Betriebsmitteln und dem Eigentum erheblich. Es gab Strecken in vier unterschiedlichen Spurweiten (600 mm, 762 mm, 1050 mm, 1435 mm). Die Eigentumsfragen – insbesondere an der Eisenbahninfrastruktur – konnten insgesamt nie befriedigend geregelt werden:
- Die Eigentümer der osmanischerseits im Krieg beschlagnahmten Strecke Jaffa–Jerusalem (J & J) wurden 1922 abgefunden. Diese Strecke gehörte damit eindeutig der PR.[1]:32
- Die PR übernahm die Britischen Militärbahnen in Palästina (Palestine Military Railways – PMR)
  - soweit sie in Palästina lagen. Das Mandatsgebiet kaufte sie von Großbritannien.
  - Darüber hinaus lag der Betrieb für den im Sultanat Ägypten liegenden Teil der Sinai-Bahn bis al-Qantara bei der PR. Die provisorische Brücke, die den Suezkanal während des Krieges überspannte, musste auf Verlangen der Kanalverwaltung beseitigt werden, so dass die Sinai-Bahn vom übrigen Netz der Ägyptischen Staatsbahn (ESR) getrennt war. Dies führte zu der Entscheidung, der PR den Betrieb auf der Gesamtstrecke ab El Qantara am Suezkanal bis Haifa, also auch in Ägypten, zu übertragen. Das Eigentum an der Strecke blieb beim britischen Fiskus und wurde 1948 an Ägypten übertragen.[1]:33
- Das Eigentum an den in Palästina befindlichen Abschnitten der Hedschasbahn war besonders strittig:[1]:34
  - Bei der Stammstrecke zwischen Haifa und der Grenze zum französisch verwalteten syrischen Mandatsgebiet war umstritten, ob sie Eigentum einer religiösen Stiftung (Waqf) war, da die Hauptstrecke zwischen Damaskus und Medina zum Teil aus Spenden von Gläubigen errichtet worden war, um Transporte des Haddsch durchzuführen.
  - Die in gleicher technischer Ausführung an die Stammstrecke von Afula (Bahnstrecke Afula–Nablus, auch Samarienbahn) ab Silat eẓ-Ẓahr nach Tulkarm von der Osmanischen Militärbahn durch deutsche und osmanische Soldaten errichtete, anschließende Stichbahn (erbaut als nördlicher Abschnitt der Bahnstrecke Masʿūdiyya–Sinai) war zwar zweifelsfrei nicht durch Spendengelder errichtet, wurde aber wegen der Abhängigkeit von der Stammstrecke zur Hedschasbahn gerechnet.

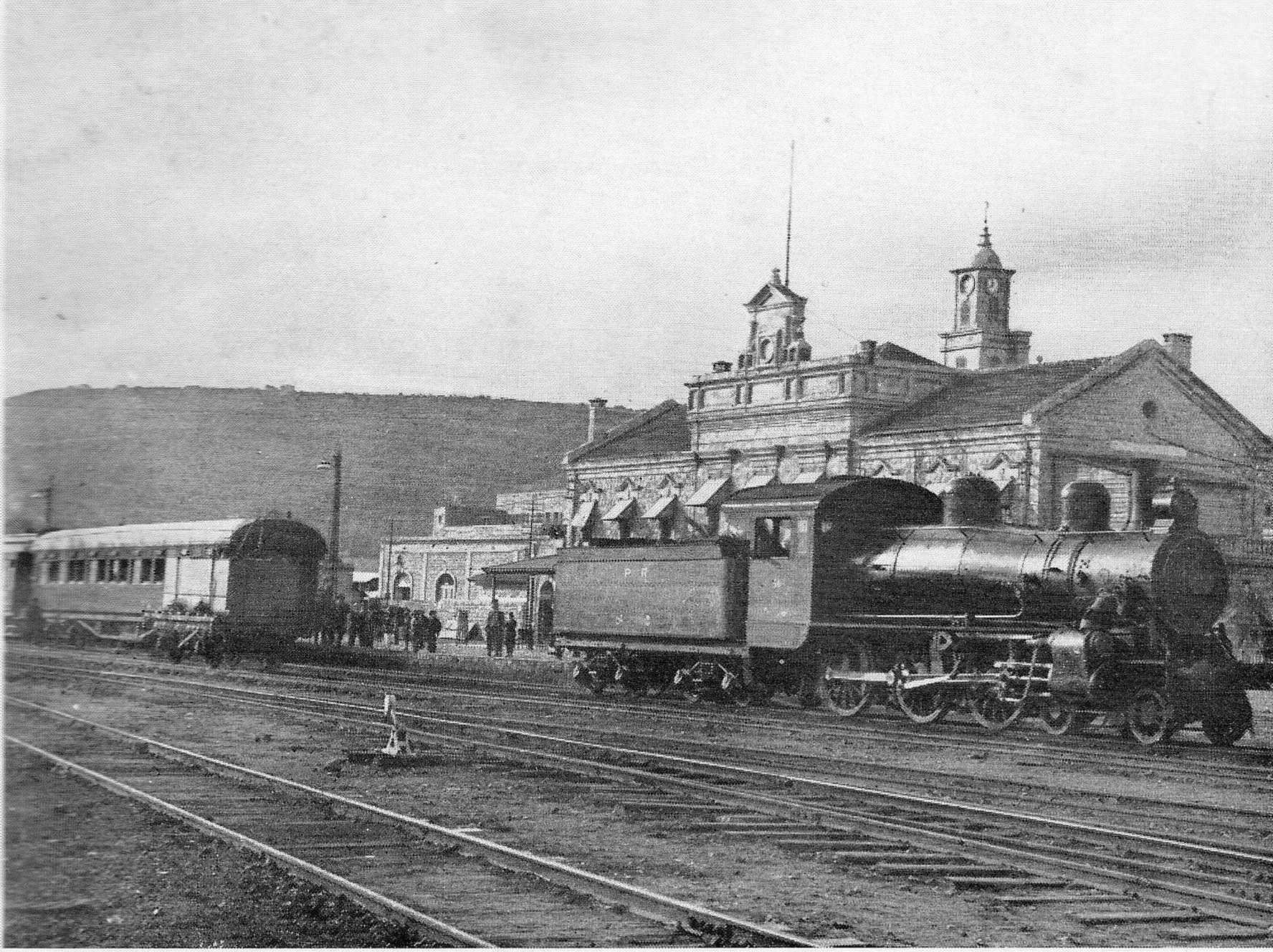
1931: Bhf Haifa(-Ost, ab 1937) mit Personenzug und 1918er Baldwin H-Klasse 2'C

- - 1937 wurde die Trasse der Bahnstrecke Haifa–Akko als Dreischienengleis ausgebaut. Während des Zweiten Weltkriegs wurde sie in die Bahnstrecke Haifa–Beirut–Tripoli integriert. Hier war nun strittig, ob die Bahn in diesem Abschnitt zum Eigentum der Hedschasbahn zählte oder dem Fiskus des Mandatsgebiets gehörte.
- Die Stichbahn vom Bahnhof Raʾs al-ʿAyn nach Petach Tikwa, erbaut 1920/21 (heute Teil der Jarqonbahn), war eine Kondominalbahn, die je zur Hälfte dem Mandatsgebiet und der Gemeinde (ab 1937: Stadt) Petach Tiqwa gehörte.[1]:33

### Verwaltung
Die Hauptverwaltung der PR wurde in Haifa, dem Schnittpunkt von Normalspur und Schmalspur, eingerichtet, wo sich schon in der Vorkriegszeit die Verwaltung der Hedschasbahn befunden hatte und sich traditionell der Kilometerstein „0“ befindet. Hier blieb sie auch für die Nachfolgeorganisation, Rakkevet Israel (RI). Zudem war Haifa nach dem Ersten Weltkrieg der aufstrebende Hafen an der Küste Palästinas.

### Verkehr
Die Mandatsmacht investierte nur wenig in Palästina. Ihr Hauptanliegen war, das Gebiet als zusätzliches Glacis für den Schutz des Suezkanals vorzuhalten. Überhaupt wurde in Mandatsgebiete nur das Allernotwendigste investiert, da sie – im Gegensatz zu Kolonien – als nur vorübergehend zum britischen Weltreich gehörend betrachtet wurden. Für die PR bedeutete dies, dass sie oft mit überaltertem Rollmaterial vorliebnehmen musste und kaum über Investitionsmittel verfügte.
Die wirtschaftlich schlechte Lage der Bahn war Anlass, sie 1934/35 durch Sir Felix Pole für den britischen Hochkommissar für Palästina und Transjordanien überprüfen zu lassen. Die Überprüfung war nicht zuletzt durch einen drastischen Anstieg der Lokomotivausfälle verursacht, die sich von 72 (1933) auf 153 (1934) verdoppelten – bei Halbierung der zurückgelegten Kilometer bis zum nächsten Werkstattaufenthalt. 1934 waren zu einem Zeitpunkt von 56 Streckenlokomotiven 41 in der Werkstatt. Dies hatte nicht nur auf den fahrplanmäßigen Betrieb katastrophale Auswirkungen. Selbst für Bauzüge standen keine Lokomotiven mehr zur Verfügung, so dass der Streckenunterhalt litt. Als größtes Problem für die Lokomotiven wurde die schlechte Qualität des zur Verfügung stehenden Wassers angesehen, das die Kessel ruinierte.
Der Personenverkehr kam nach dem Krieg nur langsam wieder in Schwung. 1923 wurden deshalb Fahrpreisermäßigungen durchgeführt, die einen drastischen Anstieg der Reisenden bewirkten. Aber schon Ende der 1920er Jahre gingen die Fahrgastzahlen wieder zurück – vor allem in der 1. Klasse. Die hier beförderte Klientel entdeckte als erstes das Auto – und konnte es sich leisten. Erneut wurden 1929 die Fahrpreise in der 3. Klasse gesenkt mit dem Ergebnis, dass nun 95 % aller Reisenden 3. Klasse fuhren. Nun aber setzte der öffentliche Busverkehr ein, der sich auch an diese Gruppe richtete. Weitere wirtschaftliche Probleme ergaben sich aus dem Börsenkrach 1929, besonders der Touristenverkehr brach ein.

### Strecken
Die Schmalspurstrecken mit Spurweiten von 600 mm und 762 mm, Feldbahnen aus dem Ersten Weltkrieg, wurden bis auf kleine Reste mit Zubringerfunktionen, sehr bald ersetzt oder stillgelegt.

#### Sinai-Strecke

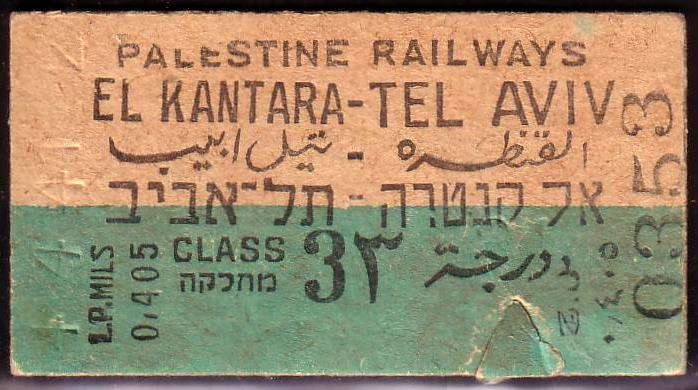
Fahrkarte al-Qantara – Tel Aviv

Problematisch waren die Sandverwehungen im Sinai. Der Sand wanderte sowohl über die Gleise, als auch unter den Gleisen. Die Schwellen waren von minderer Qualität, ihr Holz unbehandelt, und fiel in großer Zahl Termiten zum Opfer. Die Schwellen, die dies überstanden, litten unter „natürlichem Schwund“ – Holz war auf dem Sinai und in Palästina rar. Auch anderes Material der Bahn wurde in größerer Menge gestohlen. Die Sinaistrecke erwies sich insgesamt als große Belastung für die PR.

#### Verbesserungsvorschläge
Die Überprüfung der PR 1934/1935 erbrachte eine Reihe von Verbesserungsvorschlägen für das Liniennetz, insbesondere in der Umgebung von Tel Aviv, darunter eine verkürzte nördliche (nach Haifa: 1953 als Küstenbahn erbaut) und südliche (nach Jerusalem bzw. al-Qantara: Strecke Tel Aviv–Pleschet) Anbindung von Jaffa/Tel Aviv, einschließlich deren innerstädtischer Verbindung, ein Projekt, das erst mit dem im Juli 1993 in Betrieb gegangenen Ajjalon-Korridor verwirklicht wurde. Von den Vorschlägen wurde aber lediglich 1937 der normalspurige Ausbau der Verbindung Jaffa-Bahnhof – Jaffa-Hafen verwirklicht – eine Strecke, auf der wegen des allgemeinen Verkehrsrückgangs im Hafen von Jaffa, der nach und nach durch den Hafen von Haifa ersetzt wurde, nur selten Züge verkehrten. In diesem Zusammenhang erhielt Haifa auch 1937 einen neuen Hauptbahnhof: Haifa Merkaz (Centrum).

#### Netzerweiterungen
Ab 1920 wurde das Netz um kurze Strecken, meist für den Güterverkehr, ergänzt:
- Tulkarm–Nur asch-Schams (5 km, 1920): drittes Gleis für die Normalspur auf der Militärbahn Masʿūdiyya–Sinai zu einem Steinbruch;
- Lydda–Sarafand (4 km, 1921) bediente Militäranlagen;
- Kafr Dschinnis–Beit Nabala (4 km, 1921) bediente Steinbrüche am Fuß der Judäischen Berge; nutzte einen Teil der Trasse der Militärbahn nach al-Lubban;
- Rosch haAjin–Petach Tikwa (6,5 km, 1921), siehe: unten und Jarqonbahn;
- Haifa-Ost–Aw Qischon (1932), Dreischienengleis;
- Jaffa-Bahnhof–Jaffa Hafen (2. Hälfte der 1930er Jahre) – Ersatz der stillgelegten 600-mm-Bahn durch Normalspur;
- Aw Qischon–Qirjat Motzkin (1937), Dreischienengleis.

Darüber hinaus wurde die Hauptstrecke stellenweise begradigt.

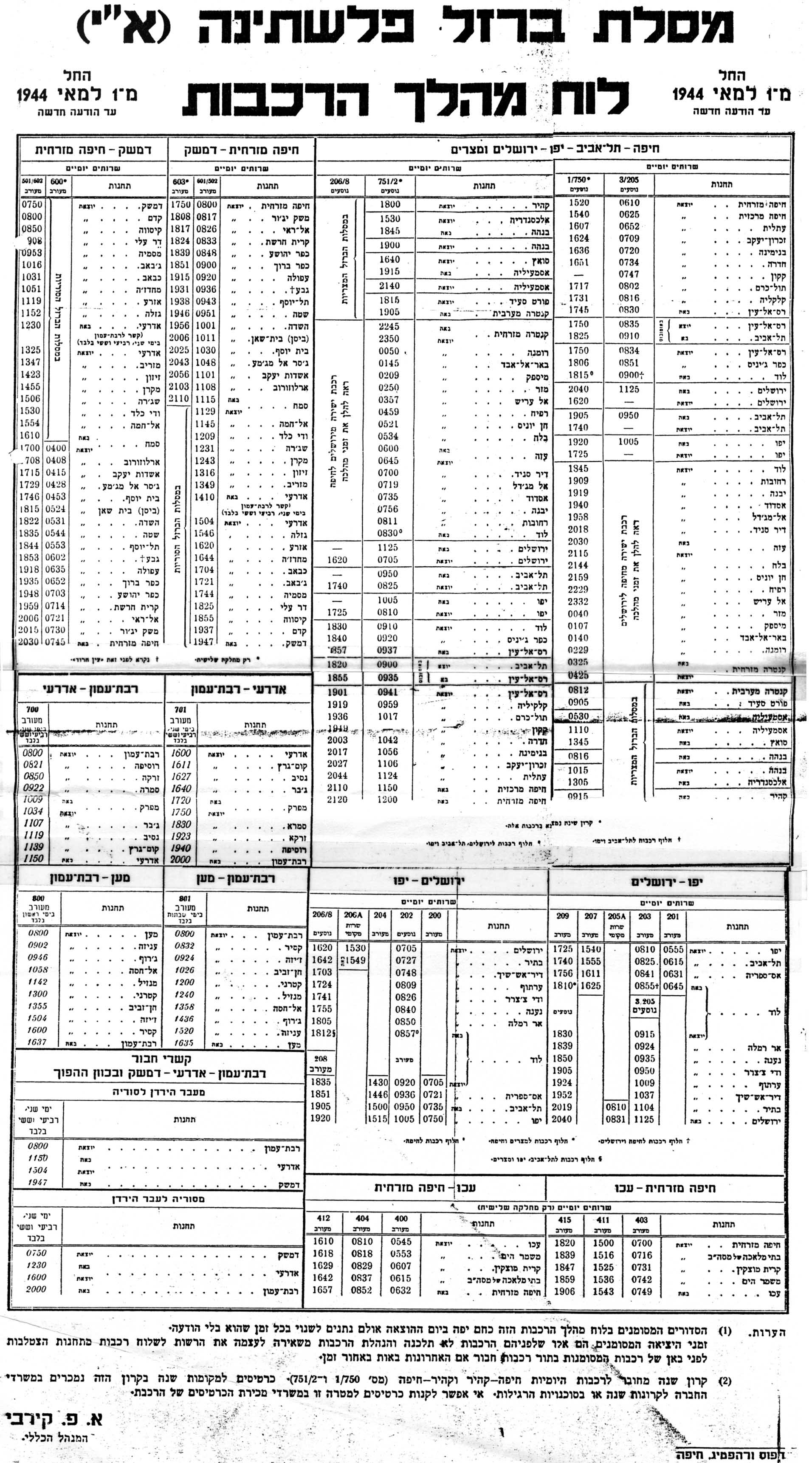
Fahrplan der Eisenbahn in Palästina vom 1. Mai 1944

#### Ergänzungsstrecke Rosch haʿAjin–Petach Tiqwa
Die Strecke Rosch haʿAjin–Petach Tiqwa ist heute Teil der Jarqonbahn und bediente expandierende Orangenplantagen. Orangen mussten schnell und frisch zu den Schiffen gebracht werden, um sie exportieren zu können. Das war mit Kamelkarawanen auf unausgebauten Sandpisten nicht zu machen. Also setzten sich die Orangenpflanzer schon unmittelbar nach dem Ersten Weltkrieg gegenüber der PMR für eine Bahnanbindung an die Hauptstrecke al-Qantara–Haifa ein. Bezahlen konnten sie eine so teure Investition nicht auf einen Schlag, aber Baron Edmond de Rothschild war bereit, £ E 20.000 Kredit für das Projekt zu gewähren. Die PMR bestand allerdings darauf, dass die Siedler täglich mindestens 100 Passagiere garantierten. Diese machten demgegenüber zur Bedingung, dass am Sabbat kein Verkehr stattfinden dürfe, woraufhin die PMR darauf bestand, auch sonntags den Verkehr ruhen zu lassen. 1921 ging die Stichbahn nach sechs Monaten Bauzeit in Betrieb – die Baukosten beliefen sich jedoch entgegen den erwarteten £ E 20.000 auf £ E 53.000. Die Bahn war aber ein sofortiger wirtschaftlicher Erfolg. Die Transportkosten für Orangen an die Küste sanken um mehr als die Hälfte. Auch dem Reiseverkehr war sofortiger Erfolg beschieden, ersetzte der Zug doch eine vier- bis fünfstündige Fahrt im offenen Pferdewagen über eine unbefestigte Sandpiste. Da nahmen Reisende auch die etwas umständliche Prozedur auf der Eisenbahn in Kauf: Ein oder zwei Personenwagen wurden dem Güterzug nach Ras al-ʿAin (heute: Rosch haʿAjin) beigegeben und dort bis Lydda an den Zug Haifa–al-Qantara angehängt. In Lydda mussten alle in den von Jerusalem kommenden Zug nach Jaffa umsteigen. Fahrzeit insgesamt – wenn alles pünktlich ablief – etwa 90 Minuten. Als allerdings 1928 die Straße nach Jaffa asphaltiert wurde, bedeutete das sofort das Ende des Reiseverkehrs auf dieser interessanten Verbindung. Busse übernahmen nun die Aufgabe. Am 20. September 1949 eröffnete die im Tal des Jarqon verlaufende westliche Verlängerung der Strecke bis Tel Aviv als Jarqonbahn, wo technisch auf dem Gebiet der Stadt Bnei Braq der Bahnhof Tel Aviv haZafon eröffnete. Über Jahrzehnte war die Jarqonbahn Bestandteil der Hauptstrecke der Bahngesellschaft Rakkevet Israel und dient als Güterumgehungsbahn für den Ballungsraum Gusch Dan sowie seit 2003 auch dem Personenverkehr nach Kfar Saba (Scharonbahn).

#### Haifa–Bagdad
Das in den 1930er Jahren ernsthaft untersuchte Projekt einer Bahnverbindung Haifa–Bagdad wurde nie verwirklicht. Zwar wurde 1930/1931 die Trasse komplett vermessen, aufgrund der Konkurrenz zum Suezkanal rechnete sich das Projekt aber wohl nicht.

### Betrieb
Die Reisegeschwindigkeit – auch der schnellsten Züge der PR – lag unter 50 km/h. Die theoretisch zulässige Höchstgeschwindigkeit betrug 50 mph (80 km/h).
Die PR hatte von der PMR deren Hauptwerkstätte in al-Qantara übernommen. Sie war für den Unterhalt der Fahrzeuge sehr unpraktisch, da weit vom Zentrum des Betriebes entfernt und wurde 1932 durch das Ausbesserungswerk (Aw) am Qischon, nördlich von Haifa, am Berührungspunkt der Normalspur und der Hedschasbahn, ersetzt und mit einem Dreischienengleis mit Haifa-Mizrach (Ost) verbunden.

#### Sinai-Strecken
Auf der Sinai-Strecke erhielten Züge anfangs Fahrbefehle durch Flaggensignale, später wurden Ein- und Ausfahrtsignale installiert. Auf dem zweigleisigen Abschnitt zwischen al-Qantara und Rafah existierte eine mechanische, auf dem eingleisigen Abschnitt eine elektrische Blocksicherung.
Der Personenzug zwischen al-Qantara und Haifa verkehrte täglich (412 km in 12 h). Dreimal in der Woche führte er Speise- und Schlafwagen der Compagnie Internationale des Wagons-Lits. Die PR bot an den übrigen Tagen beides nicht an. 1921 wurde die Verbindung um einen Schlafwagen al-Qantara–Jerusalem ergänzt. Dieser rentierte sich offenbar nicht und wurde 1923 nur noch bei Bedarf (definiert als mindestens acht gebuchte Fahrgäste) eingesetzt. Dafür wurde der Schlafwagen al-Qantara–Kairo ab 1923 täglich angeboten.
Die Zeit zwischen 1920 und 1939 war die einzige, in der man mit dem Zug von Europa nach Ägypten reisen konnte. Die Route führte über Istanbul, Ankara, Aleppo, Damaskus, Darʿā, Haifa und al-Qantara. Alle Übernachtungen konnten in Wagen der Compagnie Internationale des Wagons-Lits zurückgelegt werden – abgesehen von der Bosporus- und Suezkanal-Überquerung. Allerdings war das nicht mit durchgehenden Wagen möglich. Passagiere, die aus Richtung Damaskus mit dem Tagzug der schmalspurigen Hedschasbahn eintrafen, durften die Nacht vor ihrer Weiterfahrt in Richtung al-Qantara und Kairo bereits im bereitgestellten Schlafwagen verbringen.
Güterverkehr fand auf der Strecke nach Bedarf statt. Für dieses geringe Aufkommen war ein Gleis völlig ausreichend. Das zweite Gleis, noch aus der Zeit des militärischen Betriebs im Ersten Weltkrieg zwischen al-Qantara und Rafah, wurde 1923/24 wieder abgebaut.

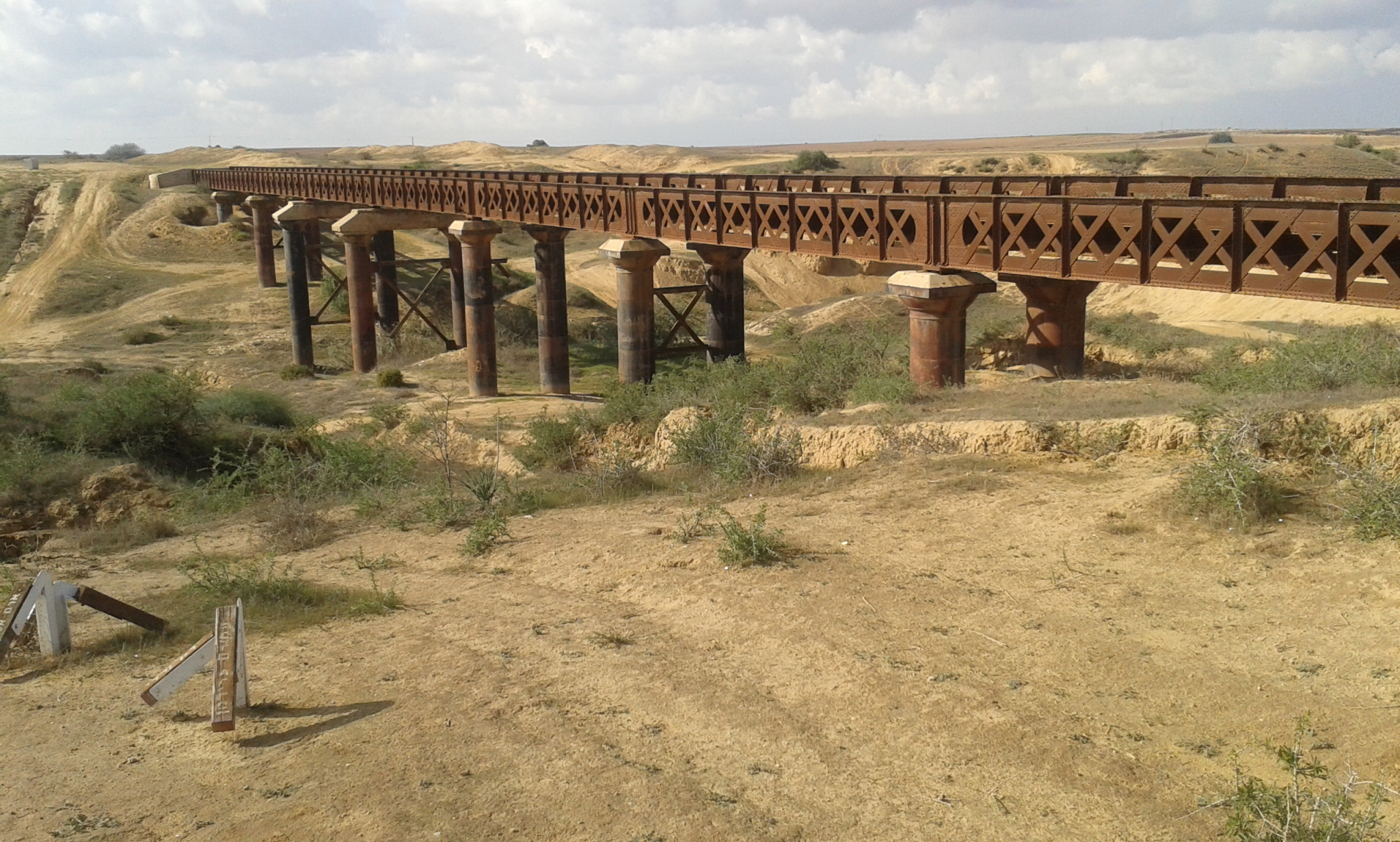
Brücke übers Wadi von Ofaqim, 2015

Die Strecke zwischen Rafah und Beʾer Scheva sah nach dem Ersten Weltkrieg ganz sporadisch einigen Zivilverkehr (ein Zug pro Woche). Ihr Betrieb wurde 1927 eingestellt. Bauliche Reste der Strecke sind westlich von Beʾer Scheva im Gelände noch gut zu erkennen, südlich von Ofaqim steht noch eine große Brücke.

#### Tel Aviv–Haifa
Von Tel Aviv – schon wenige Jahre nach seiner Gründung eine der wichtigsten Städte des Landes – nach Haifa mussten Reisende zunächst nach Süden bis Lydda fahren, bevor sie in die eigentlich beabsichtigte nördliche Richtung weiterreisen konnten. Auch dieser Missstand wurde seit 1933 durch eine Busverbindung überbrückt. Eine Besonderheit stellte die in Ergänzung zum Schienenverkehr bediente Busverbindung zwischen Haifa und Beirut dar, die die hier bestehende Lücke im Schienenverkehr überbrückte. Im Zuge der britischen Besetzung Mandats-Libanons entstand bis 1942 die Bahnstrecke Haifa–Beirut–Tripoli.

### Hedschasbahn
Die PR übernahm aus dem überkommenen Bestand der PMR auch den nun zu Palästina gehörenden östlichen Teil des Netzes der Hedschasbahn, die Strecken Haifa–Darʿa (bis zur Station al-Hammah, 192 km), Haifa–ʿAkko und ʿAfula–Nablus. Weiter übernahm sie auch das Teilstück der Hedschasbahn (436 km) zwischen Nassib, dem Grenzbahnhof zum nun französischen Syrien, und Maʿan im Süden, und betrieb es auch weiter, nachdem das Gebiet östlich des Jordans 1923 von Palästina abgetrennt wurde und als Emirat Transjordanien – dem späteren Jordanien – verselbständigt wurde. In Syrien etablierte sich eine getrennte Bahnverwaltung, die CFH (Chemin de fer du Hedjaz). Drei Konferenzen in Beirut verteilten die Hinterlassenschaften der Hedschasbahn, insbesondere die Fahrzeuge: je 50 % gingen an die syrische und die palästinensisch/transjordanische Nachfolgeverwaltung. Grenzüberschreitende Züge wechselten ihre Bespannung nun in Samach.

## Die zweite Hälfte der Mandatszeit

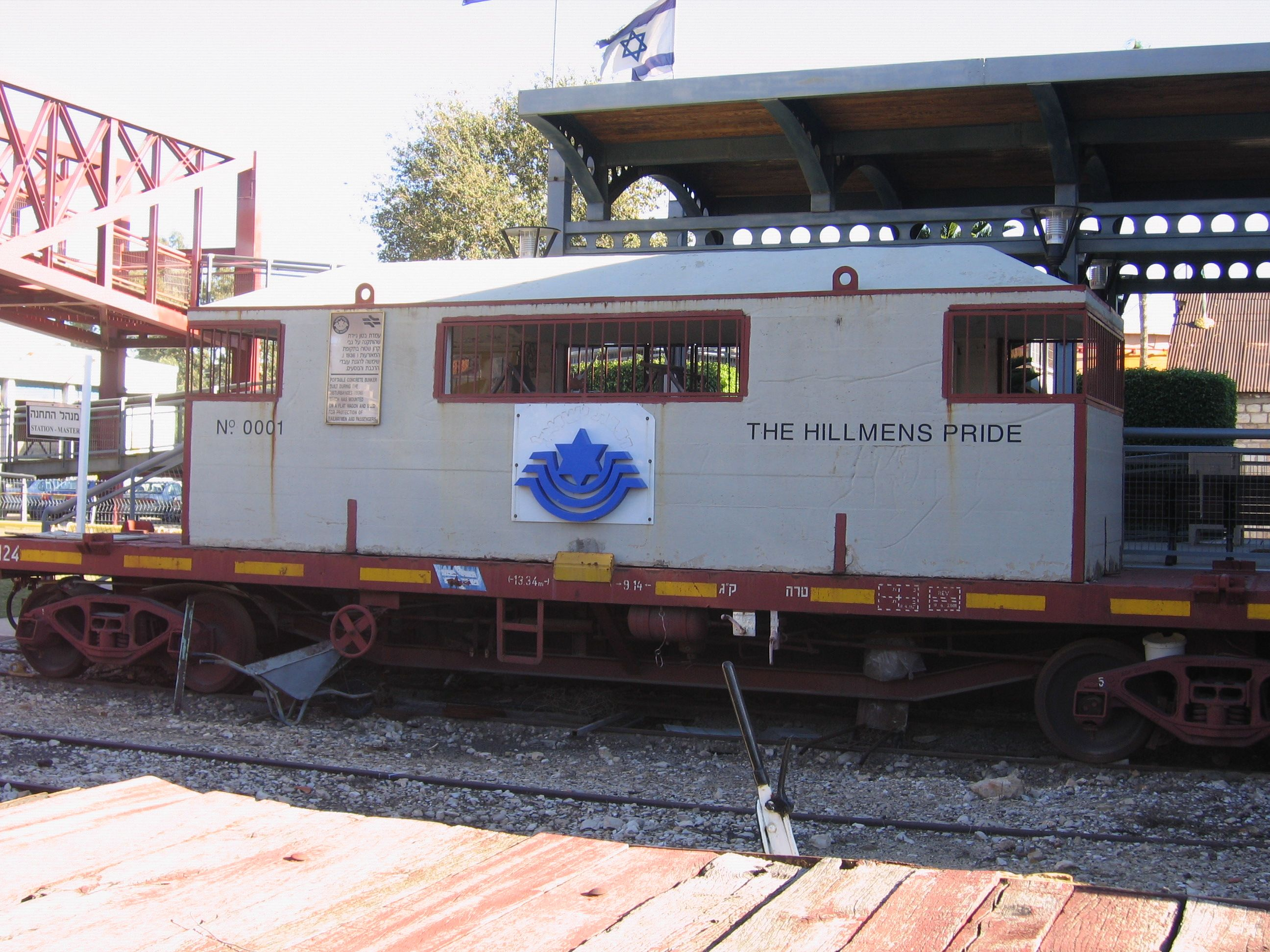
Betonbunker auf Flachwagen 1936. Israelisches Eisenbahnmuseum

Verstärkte jüdische Einwanderung führte bei den ansässigen Arabern in Palästina zu Existenzangst und schließlich zu Unruhen. Für die PR bedeutete das ab 1936 eine sich ständig erhöhende Zahl von Attentaten. Als Gegenmaßnahmen wurden strategisch wichtige Stellen, etwa Brücken, mit Beton-Unterständen versehen, entlang der Strecken patrouilliert, erst zu Fuß, dann mit gepanzerten Zügen, später mit speziell angefertigten Draisinen, umgebauten Straßenfahrzeugen. Der Erfolg war mäßig. Immer wieder kam es zu erfolgreichen Anschlägen auf Züge und Bahnanlagen. Nach dem Attentat auf einen Personenzug am 14. Oktober 1937 wurde vorübergehend der Betrieb nach Einbruch der Dunkelheit unterbrochen. Das Passagieraufkommen ließ drastisch nach, der Militärverkehr wuchs erheblich. Am 5. September 1938 wurde durch einen Anschlag die Strecke Jerusalem–Lydda der J&J-Linie für Monate unterbrochen. Jaffa war eine arabische Stadt – der Hafen durch Boykott bald unbenutzbar. Dessen gesamter Verkehr verlagerte sich nach Haifa.
1938 zählte fast 700 Anschläge, 13 Eisenbahner kamen ums Leben, 123 wurden verletzt. 44 Züge entgleisten, 33 Patrouillenfahrzeuge flogen in die Luft oder wurden zumindest schwer beschädigt, 27 Empfangsgebäude wurden ganz oder teilweise zerstört, 21 Brücken beschädigt. Zahlreich waren die Beschädigungen an Signal- und Telegrafenanlagen und Installationen zur Wasserversorgung. Die Züge verkehrten schließlich im Konvoi und in Sichtabstand – mit einer gepanzerten Draisine voran.

### Zweiter Weltkrieg

#### Politisch-militärische Situation
Mit Ausbruch des Zweiten Weltkrieges hörten die Unruhen nahezu schlagartig auf. Jüdische Palästinenser unterstützte die Kriegsanstrengungen des Vereinigten Königreiches gegen Hitler, die arabische Bevölkerung verharrte in einer ablehnenden Neutralität. Der Bahnbetrieb lief so ohne die Störungen des Arabischen Aufstands (1936–1939).
Nach der Besetzung Frankreichs hatte Deutschland die hitlerfreundliche Regierung des Marschalls Pétain anerkannt und ihr die Kolonialstreitkräfte gegen die Bedingung belassen, dass deutsche Truppen die Bahnen in Tunesien und Syrien zum Aufmarsch gegen den Suezkanal nutzen dürften. Ein hitlerfreundlicher Militärputsch im Irak 1941, Rommels Vorstoß nach Ägypten und der Überfall auf die Sowjetunion rückten den deutschen Zugriff auf die Ölfelder des Nahen Ostens in den Bereich des Möglichen. Vor dem Afrikafeldzug 1942 hatten die Kriegshandlungen (Syrisch-Libanesischer Feldzug) auf den Bahnbetrieb Palästinas noch kaum Einfluss. Aber seit der Vorbereitung des britischen Angriffs gegen Rommels Armee in Italienisch-Libyen stieg das Verkehrsaufkommen der PR drastisch. Zwischen 1940 und 1945 verdreifachte es sich.

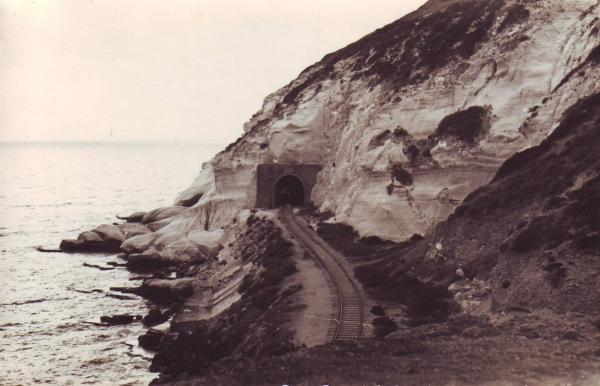
Tunnel von Rosch HaNiqra der Strecke Haifa–Beirut–Tripoli an der libanesischen Grenze, 1941/42 für den Militärverkehr erbaut

#### Ausbau der Betriebsanlagen
1942 wurde wieder eine Drehbrücke über den Suezkanal bei Firdan errichtet, die den Fährbetrieb bei al-Qantara ersetzte. Sofort verkehrten durchgehende Züge zwischen Kairo und Haifa. Südlich von Gaza wurde die Strecke unter Militärverwaltung gestellt. Um die Kapazität zu erhöhen, wurden 22 zusätzliche Ausweichstellen eingebaut.
Ebenfalls 1942 wurde die Bahnstrecke Haifa–Beirut–Tripoli (HBT-Linie) als Verlängerung der zwischen Haifa und Qirjat Motzkin in einem Dreischienengleis verlaufenden Normalspur der Strecke Haifa–ʿAkko eröffnet.

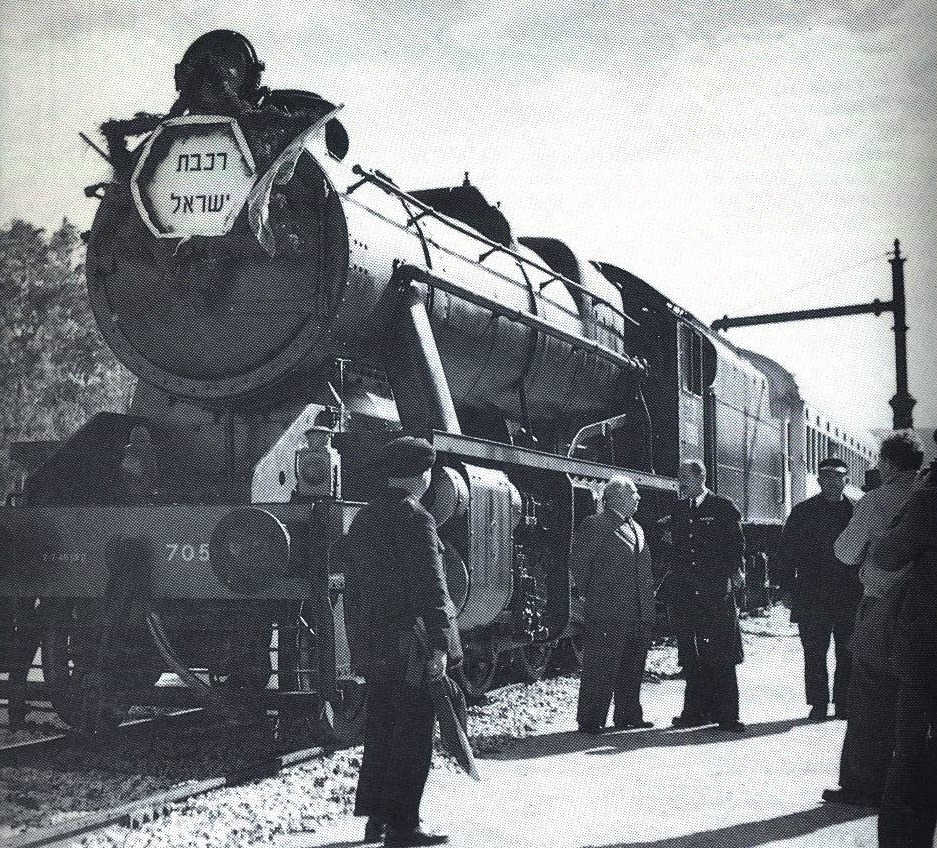
Stanier 8F 1'C Lok 70513, Baujahr 1941, für den Dienst im Zweiten Weltkrieg importiert, mit Israel Railways bei Sichron Jaʿaqov, 4. Januar 1949

#### Betrieb
Der Betrieb konnte nur noch aufgrund der vom britischen Kriegsministerium zur Verfügung gestellten Lokomotiven aufrechterhalten werden. Der Vandalismus, vor allem an den Wagen, nahm erschreckende Ausmaße an, da auf dem schwarzen Markt jede Glühbirne und jeder Türgriff seinen Preis erzielte. Hinzu kamen Plünderungen von Güterzügen. In diesem Zusammenhang wurde 1943 die Bahnpolizei geschaffen. Dagegen waren Verluste durch Feindaktionen vernachlässigbar. Sie beschränkten sich lediglich auf einige Schäden durch Bombardements der Regia Aeronautica auf die Hafenanlagen in Haifa.
Höhepunkt des Verkehrsaufkommens war der Herbst 1943, als nach der Kapitulation Italiens Haifa mit Schiffen wieder problemlos angefahren werden konnte. Die Rangierbahnhöfe in Haifa und Lydda wurden ausgebaut. Um dem Verkehrsaufkommen gerecht zu werden, wurden in großer Zahl Personen- und Güterwagen der angrenzenden Bahnen genutzt, insbesondere der ESR. Hinzu kamen Güterwagen aus britischen und US-amerikanischen Militärbeständen, die zum Teil auch nach dem Krieg in Palästina verblieben.
Der fahrplanmäßige Zivilverkehr wurde im Krieg auf ein Minimum beschränkt. Nur noch ein Zug verkehrte täglich auf der Hauptstrecke al-Qantara–Haifa, mit je einem Anschlusszug nach Jerusalem und Jaffa. Potentielle Reisende sahen sich aufgefordert, nur wirklich unaufschiebbare Fahrten zu unternehmen. Unterstützt wurde das durch eine drastische Fahrpreiserhöhung 1943. Der Lokalverkehr war eingestellt. Schlaf- und Speisewagen wurden 1942 aus dem Verkehr gezogen, die Schlafwagen aber ab 1943 wieder eingesetzt. Die Speisewagen tauchten im Februar 1945 noch einmal auf. 1947 oder 1948 zog die Compagnie Internationale des Wagons-Lits ihre Fahrzeuge ganz aus Palästina ab, vermutlich ins Königreich Ägypten. Ab Mai 1944 hatte sich die Lage soweit entspannt, dass auf der Ostbahn zwischen Haifa und Lydda ein Zug und zwischen Jaffa und Jerusalem zwei zusätzliche Personenzüge täglich angeboten werden konnten.

### Die letzten Jahre unter britischem Mandat

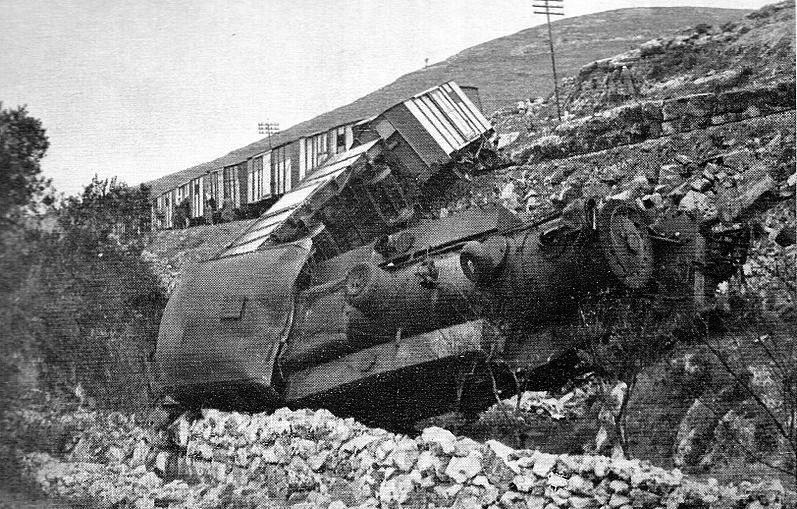
Kitson K-Klasse 1’D’2-Tenderlok und Güterzug an der Jaffa–Jerusalem-Linie, nach Irgun-Angriff, 1946

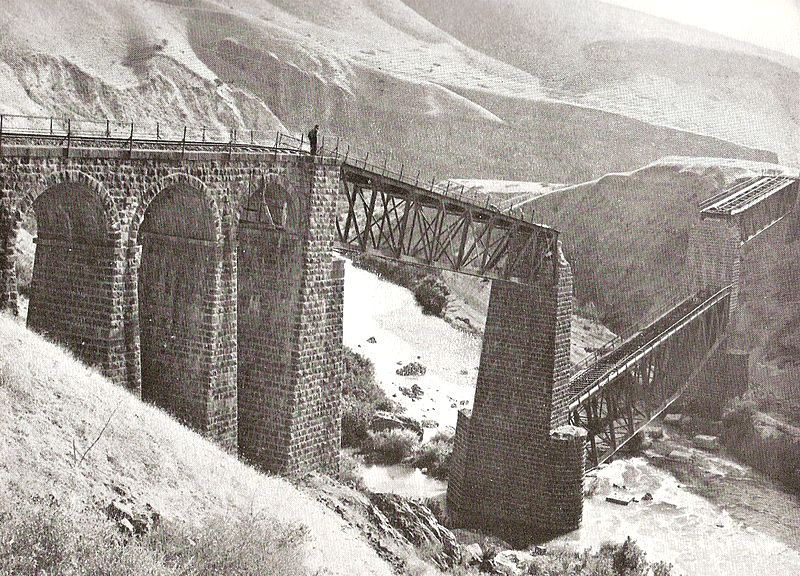
Dschisr al-Ḥammah (2. Jarmukbrücke) der 1050 mm-Jezreʾeltalbahn nach Palmach-Angriff, 16./17. Juni 1946

#### Rahmenbedingungen
Am Ende des Zweiten Weltkrieges sah sich die PR in der für sie ungewohnten Situation, über erhebliche Einnahmen zu verfügen. Dazu trugen die Überweisungen militärischer Dienststellen ebenso wie der durch Benzinrationierung stark reduzierte Autoverkehr bei. Die verbesserte Situation erwies sich aber als Eintagsfliege. Einer Konsolidierung der Bahn stand auch die nach Kriegsende sofort sich verschlechternde innenpolitische Situation entgegen.
Die Hoffnungen, Solidarität und Unterstützung durch jüdische Palästinenser in Produktion und als Soldaten für Britannien im Krieg gegen das Dritte Reich, würden die Mandatsmacht bewegen, die Einwanderung wieder zu erleichtern, wurden enttäuscht. Ganz im Gegensatz zur arabischen Partei, für die sich die Gewalttaten arabischer Aufständischer politisch weiter auszahlten, denn aus der blutigen Erfahrung damit behielt die Mandatsmacht die restriktiven Einwanderungsregeln gegen Juden bei. Angesichts der britischen Abweisung Überlebender der deutschen Judenvernichtung in Europa, die ihren Heimatländern entfremdet ins Heilige Land strebten, verhärtete sich die Position jüdischer Palästinenser gegenüber der Mandatsmacht.
Die britische Mandatsmacht agierte hilf- und ziellos. Sie sah sich nun vor allem Anschlägen jüdischer Terroristen ausgesetzt, die schlussfolgerten, die Mandatsmacht honoriere nur Gewalt, nicht die Kooperation. Der letztendlich vollzogene britische Abzug aus Palästina glich einer Flucht.
Die Eisenbahn war wieder gesuchtes Ziel für Terroristen (Hagana, Irgun). Arabische Terroristen überfielen Züge und erbeuteten Waffen und Geld, zerstörten Signal- und Telekommunikationstechnik in Bahnhöfen. Der Betrieb bei Nacht musste in Haifa schon 1945 eingestellt werden. Züge flogen in die Luft, das Ausbesserungs- (Aw) und das Stellwerk in Lydda waren Ziel eines Anschlags, bei dem mehrere Lokomotiven beschädigt wurden. Bei Binjamina wurde im Januar 1946 von jüdischen Terroristen ein Zug mit Lohngeldern überfallen, die sich mit 35.000 £ davon machten, im Juni 1946 traf es das Aw Qischon.
Im September 1946 jagte die Irgun die Hälfte des Ostbahnhofs Haifa, PR-Verwaltung und Endbahnhof von HBT-Linie und Jesreʾeltalbahn, in die Luft. In der Nacht vom 16. zum 17. Juni 1946 sprengten jüdische Saboteure die zweite Brücke in der Jarmuk-Schlucht der Jesreʾeltalbahn. Damit war der durchgehende Eisenbahnverkehr nach Syrien unterbrochen. Die Züge verkehrten noch bis Samach, von dort musste man auf der Straße weiterreisen. Da die PR auch den auf der ägyptischen Sinai-Halbinsel gelegenen 195 Kilometer langen Streckenabschnitt der Sinai-Bahn betrieben, bereiteten sie dessen geordnete Übergabe vor. Der Abschnitt ging mit Wirkung ab 1. April 1948 an die Ägyptischen Staatsbahnen, die den Bahnbetrieb zunächst fahrplanmäßig fortsetzten.:170, Fußnote 688 Dabei übernahm die Ägyptische Bahn keine jüdischen Eisenbahner, denen die PR deshalb halfen vom Sinai ins Mandatsgebiet überzusiedeln.

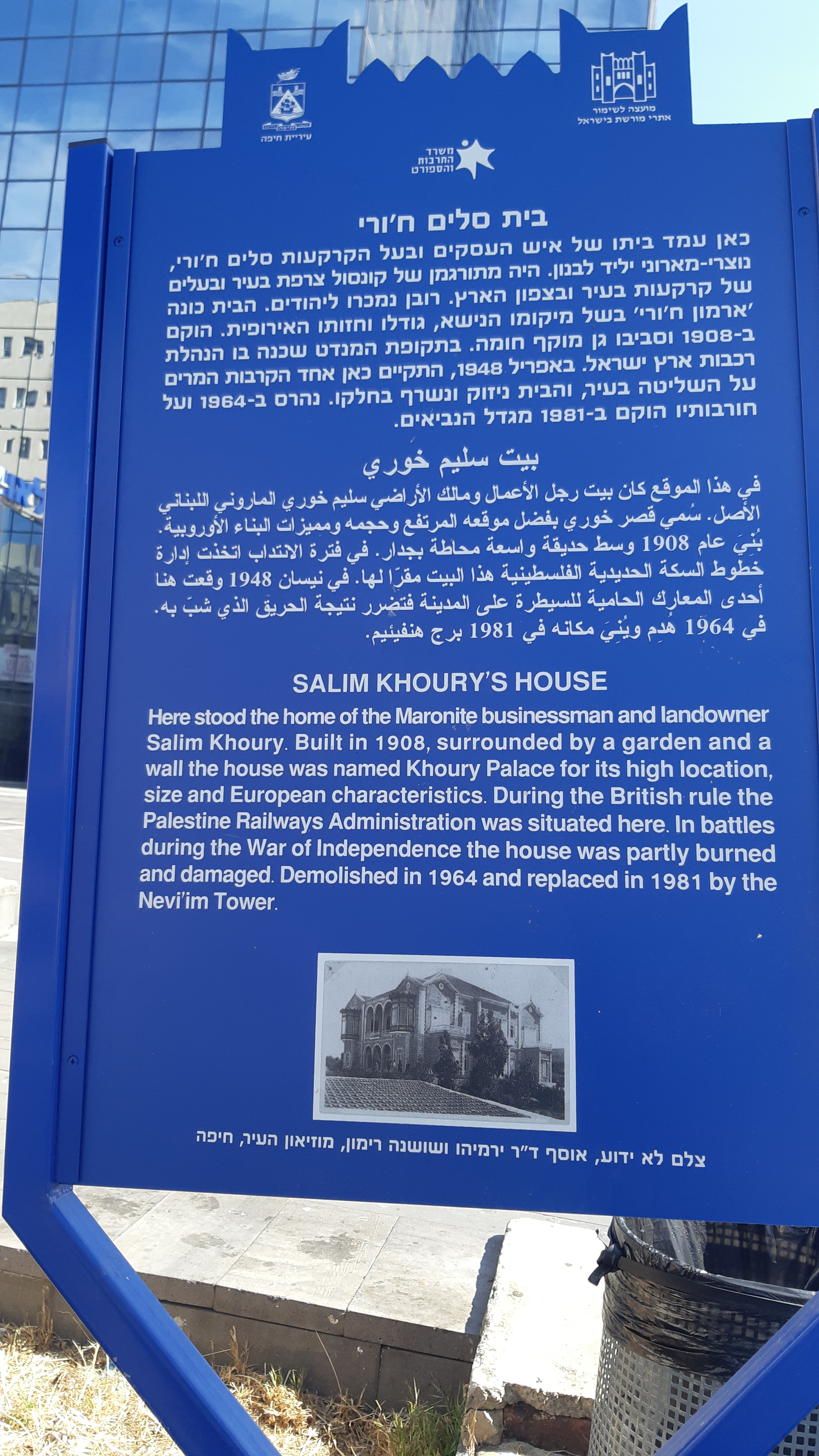
Villa Salim Effendi Choury, 1940–1948 Hauptverwaltung der PR, am 22. April 1948 ausgebrannt

In Palästina gelang es den PR nicht, Ansprechpartner für die geordnete Übergabe zu finden, weshalb man Teilbereiche des Betriebs an örtliche Behörden in Lod (wichtigster Bahnknoten des Landes) und Haifa (Sitz der PR-Hauptverwaltung und mit dem Hafen wichtigster End- und Ausgangspunkt im Güterverkehr) abgab. Die PR-Hauptverwaltung war seit 1940 teils in den Beit Choury (בֵּית ח'וּרִי englisch Khoury House, auch אַרְמוֹן ח'וּרִי Armōn Chūrī, deutsch ‚Palais Choury‘ von 1908) in Haifa verlegt worden, wo britische Bahnbeschäftigte die Übergabe des Betriebes an einheimische Mitarbeiter, meist jüdische Palästinenser, besorgten. 
Vom Zentrum des palästinensischen Bahnverkehrs in Haifa aus gesehen zogen sich britische Bahnbeschäftigte sukzessive auf entfernten Strecken bzw. Streckenabschnitten beginnend aus dem Betrieb in Richtung Haifa zurück, um die Ausschiffung von Briten, ihrer Habe und beweglichen Materials der Mandatsmacht über den Hafen Haifa bis zuletzt leisten zu können. Im Bürgerkrieg zwischen arabischen und jüdischen Palästinensern brannte der massive Beit Choury am 22. April 1948 aus.:309 Mit geretteten Unterlagen richteten die PR eine neue Hauptverwaltung in der Haifa Central (Railway) Station von 1937 ein.:295
Als die Briten den Hafen schließlich am 30. Juni 1948 an Israel übergaben, war er von britischem Personal und Material geräumt.:51 Nach dem britischen Rückzug wurde in überwiegend von arabischen Palästinensern bewohnten Orten mangels ordnender Kräfte und angesichts der Gewalt Bahnanlagen und rollendes Material sich selbst überlassen, geplündert und ausgeschlachtet, trotz Aufrufen der PR-Hauptverwaltung. Mit Hilfe der Histadrut appellierte die Hauptverwaltung erfolgreich an jüdische Palästinenser im Bahnbetrieb, an ihr Pflichtgefühl und Vertrauen in die Zukunft der Bahn, trotz Lebensgefahr an so vielen Orten wie möglich die Arbeit an Gleisen, Bahnhöfen und im Aw fortzuführen und Anlagen und rollendes Material zu schützen und, wo der Verkehr stilllag, betriebsbereit zu halten.

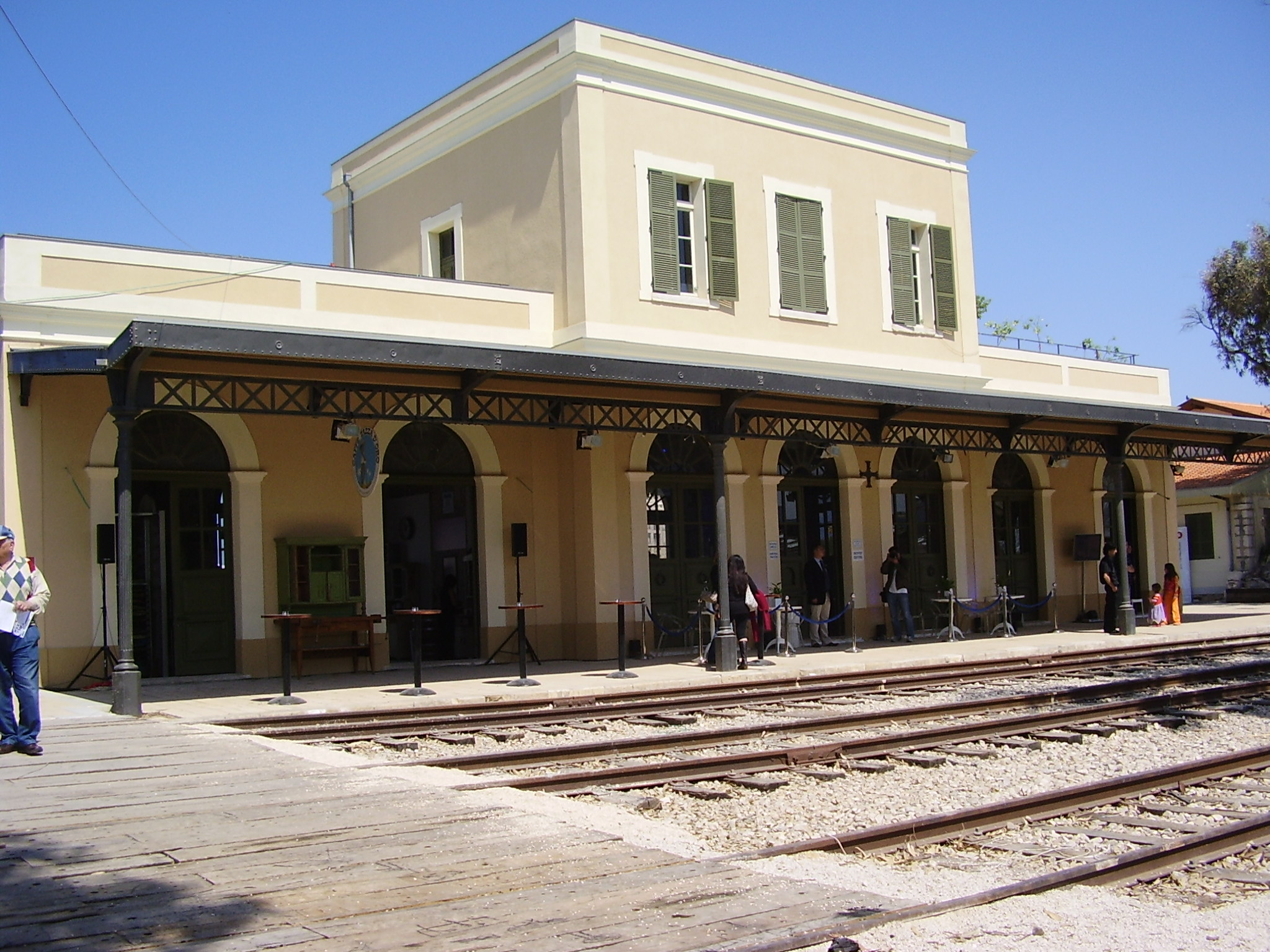
Ehemaliger Bahnhof Jaffa als Stätte für Handel und Gastronomie, 2009

Die Bahnhöfe in Ramla, Atlit und Rosch haʿAjin wurden durch Anschläge schwer beschädigt, das Eisenbahn-Attentat von Rechovot auf der Sinai-Bahn mit einer Haftbombe 1948 forderte einen hohen Blutzoll. Die Anschläge kosteten Dutzende von Menschen das Leben. Der Bahnverkehr war immer wieder unterbrochen. Vom 15. bis 25. April legte ein Eisenbahnerstreik um höhere Saläre den Betrieb lahm, ausgenommen Güterzüge mit Lebensmitteln und Brennstoff.:101seq. Um diese Zeit musste auch der Verkehr zwischen Bahnhof Tel Aviv und Jaffa eingestellt werden – endgültig, wie sich später herausstellte. Nach jahrelanger Nutzung des Bahnhofs Jaffa als Militärdepot ist er inzwischen wieder öffentlich zugänglich.

#### Betrieb
Auf der ersten europäischen Fahrplankonferenz nach dem Krieg in Paris im Juni 1946 waren die Palestine Railways vertreten. Die britischen Militärbehörden aber lehnten die Öffnung des durchgehenden Schienenwegs auf dem HBT-Abschnitt der Strecke von Istanbul nach Kairo ab. So verkehrte der Taurus-Express ab 1946 zwei Mal wöchentlich mit Kurswagen nach Tripoli und Anschluss auf der Straße nach Haifa. 1948 sind die Kurswagen nach Tripoli nicht mehr verzeichnet. Ab Juni war die Strecke nördlich von Azzib gesperrt. Sie sollte nie wieder befahren werden. Selbst 1949 betrachtete die Fahrplankonferenz – entgegen allen inzwischen stattgehabten politischen Umbrüchen im Nahen Osten – die Unterbrechung aber noch als provisorisch.

## Fahrzeuge

### Lokomotiven

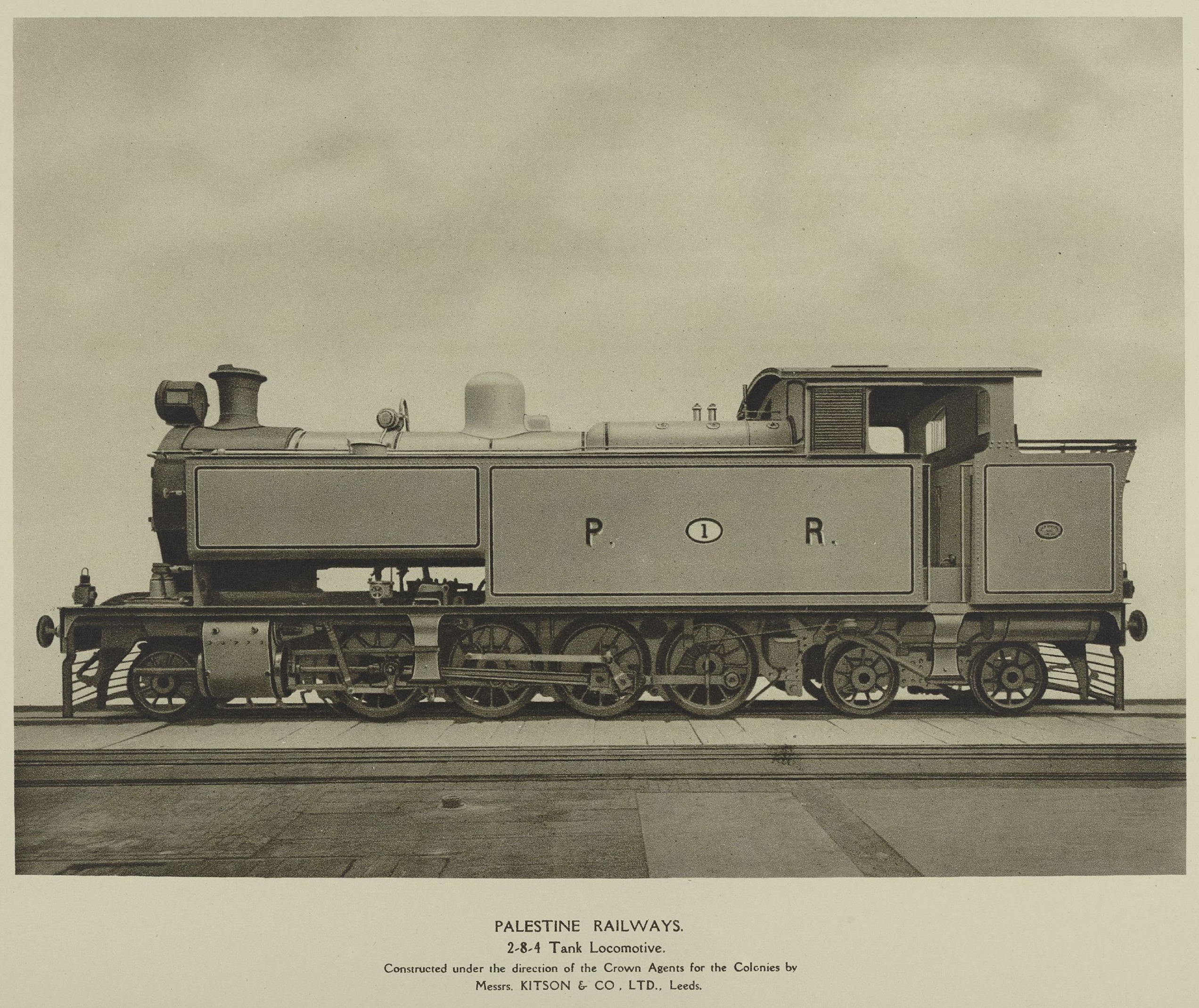
Lokomotive Nr. 1 der K-Klasse, Baujahr 1922

Die PR übernahm zunächst den Fahrzeugbestand der PMR. 42 PMR-Lokomotiven waren alte britische London-and-North-Western-Railway-Güterloks mit der Achsfolge C. Sie funktionierten nicht gut in Palästina und wurden 1922 verschrottet. 36 PMR-Loks waren alte britische London-and-South-Western-Railway-Güterloks, auch mit der Achsfolge C. Sie funktionierten besser in Palästina, und 1920 übernahm die PR 29 Stück, 1928 wurden 22 davon verschrottet. PRs letzte sieben LSWR-Loks wurden 1936 außer Betrieb genommen und 1944/45 verschrottet. Sechs PMR-Loks waren kleine Tenderlokomotiven von Manning Wardle mit der Achsfolge C für den Rangierdienst. PR hat vier davon als Baureihe M übernommen.
50 PMR-Loks wurden mit der Achsfolge 2'C wurden von Baldwin Locomotive Works in den USA 1918 für das britische Kriegsministerium gebaut, PR hat sie als Baureihe H übernommen. Armstrong Whitworth in England hat 1926 sechs Loks dieser Baureihe umgebaut zu Tenderlokomotiven mit Achsfolge 2'C'1; PR hat sie Baureihe H2 genannt. PR hat noch fünf Baldwin 2'C-Loks in den Jahren 1937/38 selbst umgebaut zu Tenderlokomotiven. Diese erhielten die Achsfolge 2'C'2 und PR hat sie Baureihe H3 genannt.
Die ersten für die PR gelieferten Lokomotiven waren sechs Tenderloks von Kitson & Company mit der Achsfolge 1'D'2. Sie sind 1922 in Palästina angekommen und waren die PR-Baureihe K. Sie waren für den Einsatz auf der Bergstrecke nach Jerusalem gedacht. Für den Einsatz dieser schweren Maschinen musste dort der Oberbau nachgerüstet und die Holz- durch Stahlschwellen ersetzt werden, weil die Lokomotiven in den engen Kurven mit ihren gekoppelten Treibrädern die Schienen auseinanderdrückten. Ideal wären Garratt-Lokomotiven gewesen, diese wurden aber als zu teuer verworfen.
1934 hat Nasmyth, Wilson drei Rangierlokomotiven mit der Achsfolge C gebaut: so begann die PR-Baureihe N. PR war mit diesem kräftigen Tenderlokomotiven zufrieden und hat 1935–1938 noch acht Stück dieser Baureihe gekauft.

North British Locomotive Co. P-Klasse 2'C, Baujahr 1935, im Dienst von Israel Railways auf einer Haifaer Drehscheibe, 1950

Die letzte Lieferung von Lokomotiven für den Streckenverkehr in Friedenszeiten erreichte die PR 1935. Es handelte sich um sechs Loks der North British Locomotive Company (Glasgow), mit der Achsfolge 2'C: sie wurden die PR-Baureihe P. Sie waren vor dem Zweiten Weltkrieg die kräftigsten Lokomotiven der PR und zogen sowohl die Langstrecken-Personenzüge zwischen Haifa und Ägypten als auch schwerste Güterzüge.
Der etwas schwache Lokomotivbestand der PR wurde ab Beginn des Zweiten Weltkrieges um Lokomotiven des britischen Kriegsministeriums ergänzt. Es handelte sich um zwei verschiedene Klassen von 1'D-Lokomotiven. Zum einen waren das ca. 30 ältere Lokomotiven aus der Zeit vor dem Ersten Weltkrieg die J.G. Robinson für die Great Central Railway gebaut hatte. Nach dem Zweiten Weltkrieg verblieb von diesen Maschinen keine im Bestand der PR.
Die zweite Serie bestand aus von Sir William Stanier für die London, Midland and Scottish Railway entworfenen Güterzuglokomotiven, die dort 1935 als Klasse 8F eingeführt worden waren. Die Lokomotiven wurden in großer Serie für das Kriegsministerium gebaut. Von diesen Maschinen wurden 24 von der PR angemietet, 23 davon schließlich von der Rakkevet Israel (RI) übernommen. Die 24. wurde während des israelischen Befreiungskriegs 1948 in Tulkarm, damals Westjordanien, isoliert, wo die Ostbahn ein kurzes Stück über das Gebiet verlief, das dem Königreich Jordanien zugeschlagen wurde. Dort rostete sie vor sich hin, kam im Sechstagekrieg 1967 in israelischen Besitz und wurde ca. 1973 verschrottet.
Auch US-amerikanische Lokomotiven kamen wieder zum Einsatz: ca. 85 von der USATC-Klasse S 200 von Lima, Alco und Baldwin für die US-Armee in Zusammenarbeit mit britischen Stellen gebaute 1'D'1-Mikados. Nach dem Krieg wurden sie wieder vom Netz der PR abgezogen, viele davon in die Türkei.
Dagegen verblieben zwei Lokomotiven der Achsfolge C (Baujahr 1942) von der USATC-Klasse S 100 in den Beständen der PR, diese waren in den USA in großer Zahl hergestellt wurden. Acht Exemplare von Davenport und drei von Vulcan wurden in Palästina benutzt und PR hat zwei Davenport-Maschinen übernommen: Nummer 20 und 21. Nr. 20 zog den Sonderzug, der am 27. Februar 1959 aus Anlass des Endes des Dampfbetriebs auf der RI fuhr.
Seit ca. 1943 fuhren erstmals auch Diesellokomotiven für die PR. Von Whitcomb gebaut, leisteten sie 650 PS. Darüber hinaus fuhren auf dem PR-Netz zahlreiche weitere Lokomotiven, die aber nur als Einzelexemplare auftauchten oder nur kurzzeitig eingesetzt waren.
Anfang 1942 wurde begonnen, die Dampflokomotiven auf Ölfeuerung umzustellen, da Kohle auf dem Seeweg herangebracht werden musste und nur noch schwer zu erhalten war. Die Umstellung war kein großer Erfolg, das gewählte System ein Provisorium. Die Zahl der Lokomotivausfälle stieg so drastisch, dass die PR vor dem Zusammenbruch stand. Im Rechnungsjahr 1943/1944 – dem schlimmsten – betrug die Lokleistung zwischen den Aufenthalten im Ausbesserungswerk nur noch 2.824 km bei insgesamt 1.265 Schadensfällen.

### Personenwagen

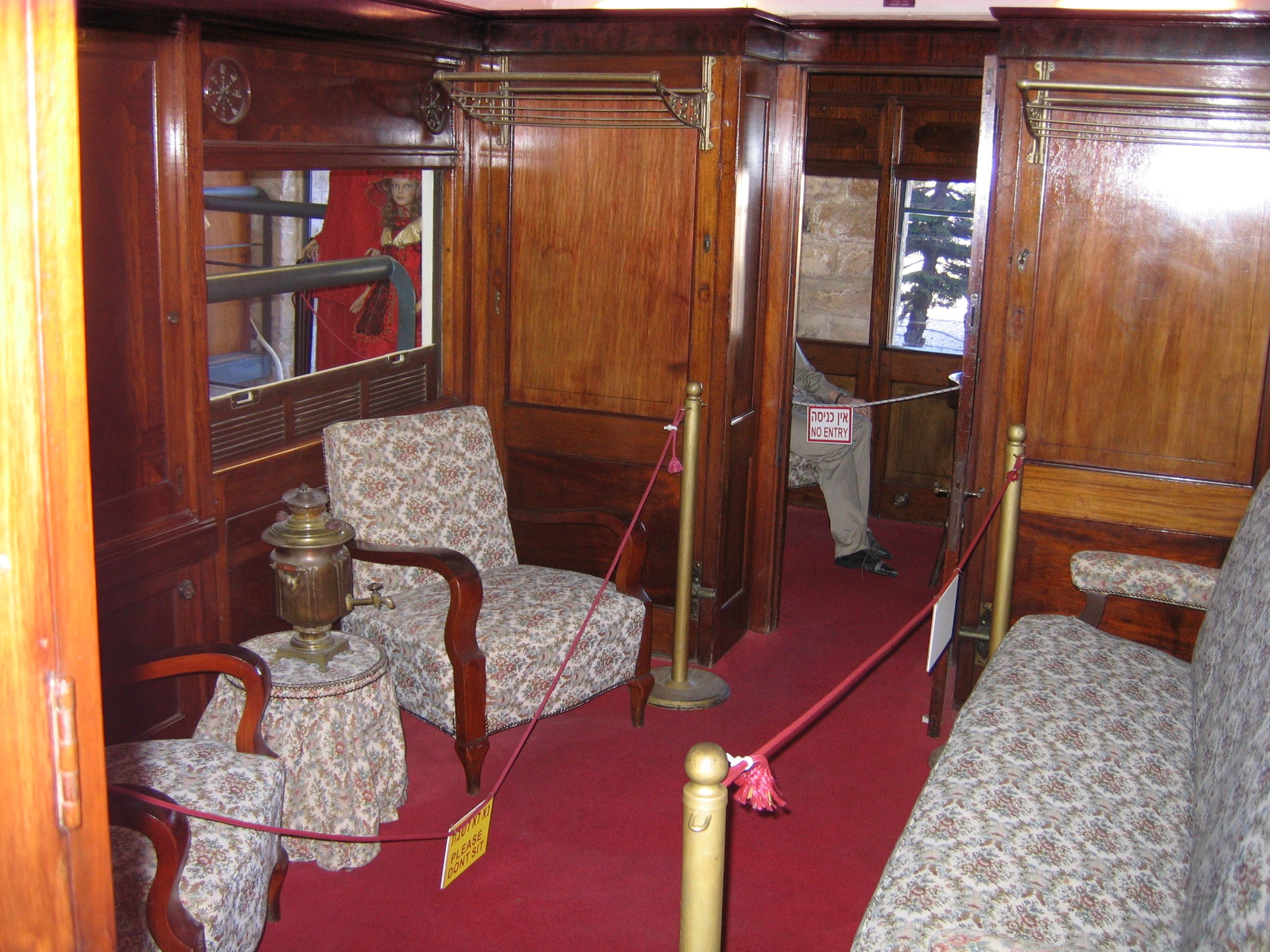
Luxussalonwagen Nr. 98

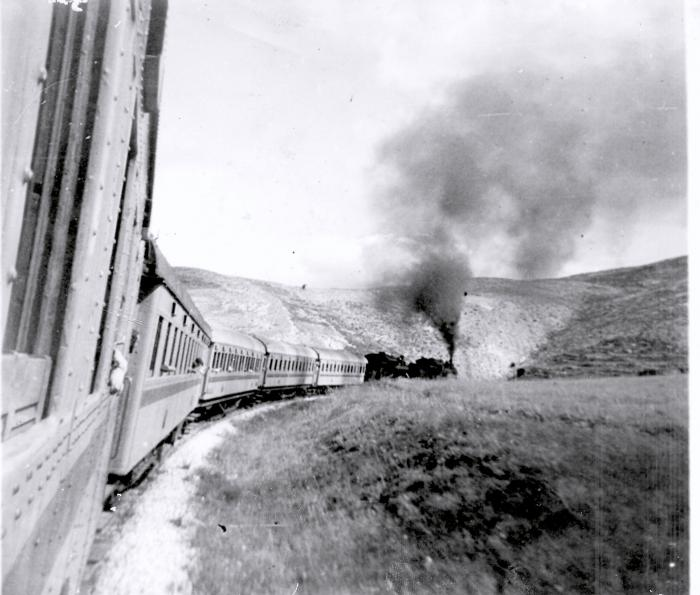
Personenzug der J&J-Linie bergauf von Lydda nach Jerusalem, 1947

Die von der PMR übernommenen Personenwagen stammten aus England: 13 von der London and South Western Railway und 17 von der Midland Railway. Schon in England für den Sanitätsdienst umgebaut, wurden sie nach dem Krieg in Palästina erneut für den Personenverkehr umgerüstet, einige als Wagen 1. Klasse. Der Komfort soll aber eher spartanisch gewesen sein. Einige dieser Wagen existierten noch in den 1970er Jahren. Hinzu kamen einige aus der Kriegszeit zurückgebliebene, angemietete ägyptische Wagen und die wenigen Fahrzeuge der Compagnie Internationale des Wagons-Lits.
Die ersten von der PR selbst bestellten Wagen wurden 1922 von der Birmingham Railway Carriage and Wagon Company geliefert (die einzigen mit Stahlaufbau): 10 Abteilwagen 1. Klasse, 9 Großraumwagen 3. Klasse und 2 Salonwagen. Von letzteren ist die Nr. 98 erhalten und im Israelischen Eisenbahnmuseum in Haifa ausgestellt. Auch die Metropolitan Railway Carriage and Wagon Company lieferte im gleichen Jahr 19 Wagen der 1., 2. und 3. Klasse. Daraufhin wurden die gemieteten Fahrzeuge der ESR zurückgegeben. Nachdem sich zeigte, dass das Verkehrsaufkommen in der 1. und 2. Klasse nur gering war, wurden nur noch Wagen 3. Klasse geordert: Die letzten dieser Fahrzeuge davon wurden erst 1965 von der RI aus dem Verkehr außer Dienst gestellt.
Bei allen Fahrzeugen handelte es sich in der Regel um 4-achsige Drehgestellwagen mit Stahlrahmen, Holzaufbau und Faltenbalg. In den Abteilen 1. Klasse gab es je vier Sitze mit Lederpolsterung, in der 2. Klasse sechs Sitze in Rattan ausgeführt, die 3. Klasse führte in Großraumwagen Holzbänke für acht oder zehn Reisende je Sitzgruppe. Gleichwohl war aber offensichtlich immer noch ausreichend Platz, dort auch mal ein Kamel oder einen Esel mitzunehmen. Ungeziefer stellte so ein ernstzunehmendes Problem in den Zügen der PR dar.

### Triebwagen
1928 wurden zwei zweigliedrige Dampftriebwagen mit aufrecht stehendem Kessel von Sentinel Cammell für den Vorortverkehr in Haifa beschafft. Bald als „Primus-Kocher“ verrufen, erfüllten sie die in sie gesetzten Erwartungen im Betrieb nicht. Insbesondere erwies sich ihre Beförderungskapazität in den Stoßzeiten als zu gering. Das bewog Lokführer dazu, vor dem Bahnsteig zu halten, wo Reisende aussteigen konnten und den Bahnsteig mit zusteigewilligen Reisenden ohne Halt zu passieren. Spätestens 1945 waren die Kessel demontiert und die Fahrzeuge liefen als Wagen in Reisezügen mit.

### Güterwagen
Die Güterwagen der PR wurden zunächst ebenfalls aus dem PMR-Bestand übernommen und waren relativ primitiv: lose gekuppelte Zweiachser ohne Bremse – wie auch im Vereinigten Königreich lange üblich. Neubauten für die PR erhielten dann Schraubkupplungen und Vakuum-Bremsen. Aufgrund der unzureichenden Zugkraft der zur Verfügung stehenden Lokomotiven mussten Güterzüge nach Jerusalem teilweise umgestellt werden, um ihr Gewicht zu vermindern, was eine Verzögerung im Betriebsablauf um bis zu sechs Stunden bedeutete.

## Das Ende der PR

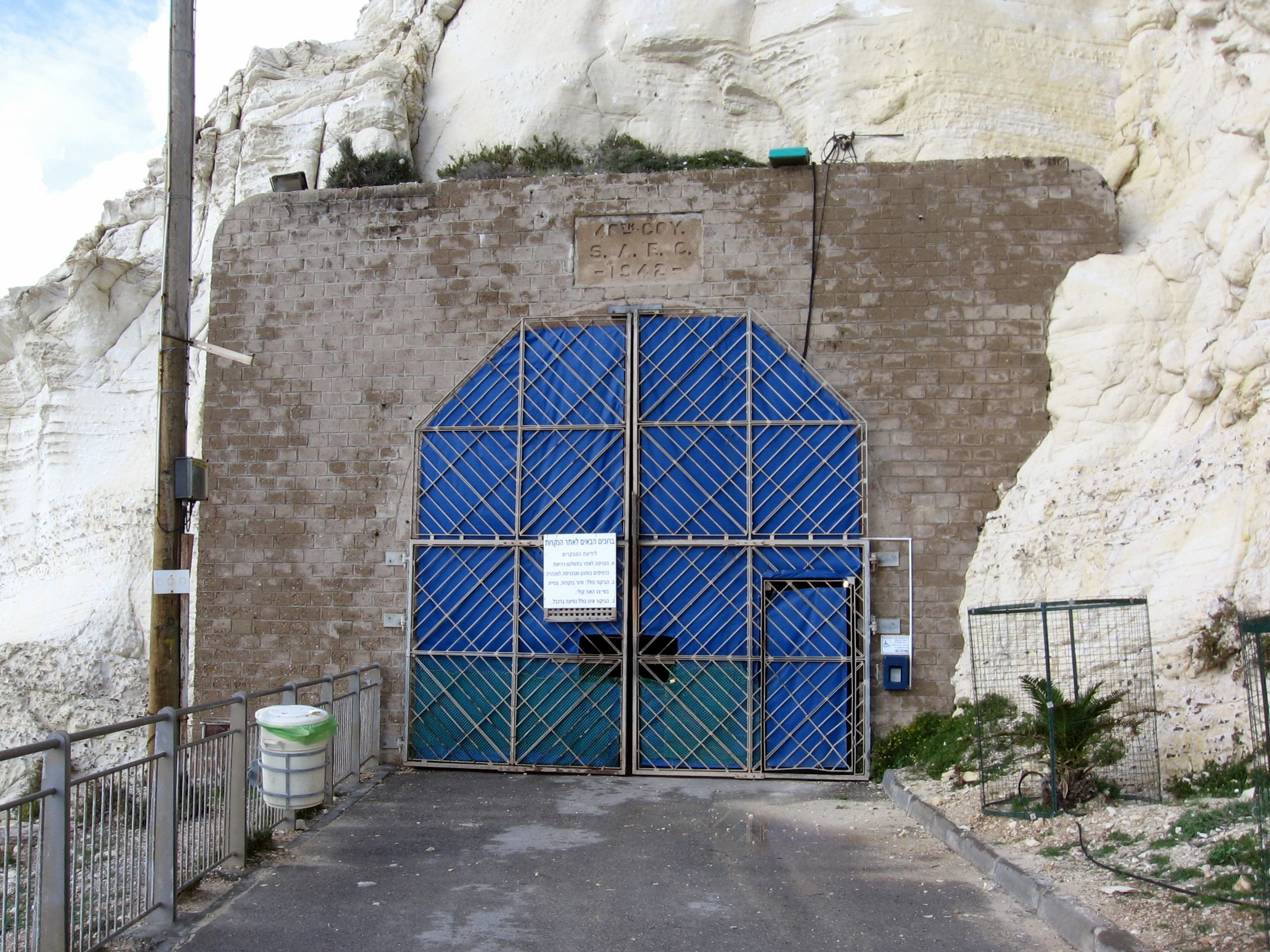
Südliches Tor des Tunnels von Rosch HaNiqra an der HBT-Strecke zwischen Israel und dem Libanon. Der Stein darüber erinnert an die Ingenieure des südafrikanischen Heeres, das ihn 1942 fertiggestellt hat.

Offiziell stellte die PR ihren Betrieb am 14. Mai 1948 ein, dem Tag an dem auch das Vereinigte Königreich offiziell sein Mandat zurückgab und der letzte britische Hochkommissar das Land verließ. Bereits in den Wochen vorher waren aber schon keine Züge mehr gefahren. Dies bedeutete zugleich das endgültige Aus für die Hedschasbahn. Der Staat Israel wurde am 14. Mai 1948 ausgerufen. Damit ging auch die Eisenbahnverwaltung in die Hände des neuen Staats über, der den Bestand der PR übernahm, soweit er in seinem Staatsgebiet zu liegen kam, und die Rakkevet Israel wurden gegründet.

## Neugründung 1996
| Streckenlänge: | ca. 50 km            |                                                                    |                                                                    |
| Spurweite: | 1435 mm (Normalspur) |                                                                    |                                                                    |
| Streckengeschwindigkeit: | 80 km/h              |                                                                    |                                                                    |
| |                      |                                                                    |                                                                    |
| \| \| \| \| \| \| \| \| Strecke von Haifa nach Tripoli, weiter über Aleppo zur Bagdad-Bahn \| \| \| \| \| \| \| \| \| 29 \| Aschdod – ʿAd Halom \| Aschdod – ʿAd Halom \| \| \| \| \| \| \| \| 40 \| Madschdal (Aschqelon) \| Madschdal (Aschqelon) \| \| \| \| Militärbahn at-Tina–Küste von at-Tina \| \| \| \| \| Chelezbahn nach Qirjat Gat (nur Güterzüge) \| \| \| \| \| Anschluss Kraftwerk Dorad \| \| \| \| \| El Jiya \| \| \| \| \| Barbara \| \| \| \| \| Beit Jirja \| \| \| \| \| Strecke nach Beʾer Scheva \| \| \| \| 54 \| Deir Suneid \| Deir Suneid \| \| \| \| Militärbahn at-Tina–Küste nach Hudsch \| \| \| \| \| Grüne Linie Israel/Gazastreifen \| \| \| \| \| \| \| \| \| \| Beit Hanun Ende der osmanischen Militärbahn April 1917 \| \| \| \| \| \| \| \| \| \| Dschabaliya \| \| \| \| 64 \| Gaza Station \| Gaza Station \| \| \| \| El Bereig \| \| \| \| \| El Moghazi \| \| \| \| 76 \| Deir el-Balah \| Deir el-Balah \| \| \| 88 \| Chan Yunis \| Chan Yunis \| \| \| 100 \| Rafah \| Rafah \| \| \| \| Grenze Gazastreifen/Ägypten \| \| \| \| \| Strecke von Beʾer Scheva \| \| \| \| 101 \| Rafah (Sinai) nördlicher Endhalt bis 1916 \| Rafah (Sinai) nördlicher Endhalt bis 1916 \| \| \| \| Gabr Amir \| \| \| \| \| al-Arisch \| \| \| \| \| Sinai-Bahn nach Kairo & Alexandria \| \| |                      |                                                                    |                                                                    |
| |                      |                                                                    |                                                                    |
| Strecke |                      | Strecke von Haifa nach Tripoli, weiter über Aleppo zur Bagdad-Bahn | Strecke von Haifa nach Tripoli, weiter über Aleppo zur Bagdad-Bahn |
| |                      |                                                                    |                                                                    |
| Bahnhof | 29                   | Aschdod – ʿAd Halom                                                | Aschdod – ʿAd Halom                                                |
| |                      |                                                                    |                                                                    |
| Bahnhof | 40                   | Madschdal (Aschqelon)                                              | Madschdal (Aschqelon)                                              |
| Abzweig geradeaus und ehemals von links |                      | Militärbahn at-Tina–Küste von at-Tina                              | Militärbahn at-Tina–Küste von at-Tina                              |
| Abzweig geradeaus und nach links |                      | Chelezbahn nach Qirjat Gat (nur Güterzüge)                         | Chelezbahn nach Qirjat Gat (nur Güterzüge)                         |
| Abzweig geradeaus und nach rechts |                      | Anschluss Kraftwerk Dorad                                          | Anschluss Kraftwerk Dorad                                          |
| ehemaliger Haltepunkt / Haltestelle |                      | El Jiya                                                            | El Jiya                                                            |
| ehemaliger Haltepunkt / Haltestelle |                      | Barbara                                                            | Barbara                                                            |
| ehemaliger Haltepunkt / Haltestelle |                      | Beit Jirja                                                         | Beit Jirja                                                         |
| Abzweig ehemals geradeaus und nach links |                      | Strecke nach Beʾer Scheva                                          | Strecke nach Beʾer Scheva                                          |
| Bahnhof (Strecke außer Betrieb) | 54                   | Deir Suneid                                                        | Deir Suneid                                                        |
| Abzweig geradeaus und nach links (Strecke außer Betrieb) |                      | Militärbahn at-Tina–Küste nach Hudsch                              | Militärbahn at-Tina–Küste nach Hudsch                              |
| Grenze (Strecke außer Betrieb) |                      | Grüne Linie Israel/Gazastreifen                                    | Grüne Linie Israel/Gazastreifen                                    |
| |                      |                                                                    |                                                                    |
| Haltepunkt / Haltestelle (Strecke außer Betrieb) |                      | Beit Hanun Ende der osmanischen Militärbahn April 1917             | Beit Hanun Ende der osmanischen Militärbahn April 1917             |
| |                      |                                                                    |                                                                    |
| Haltepunkt / Haltestelle (Strecke außer Betrieb) |                      | Dschabaliya                                                        | Dschabaliya                                                        |
| Haltepunkt / Haltestelle (Strecke außer Betrieb) | 64                   | Gaza Station                                                       | Gaza Station                                                       |
| Haltepunkt / Haltestelle (Strecke außer Betrieb) |                      | El Bereig                                                          | El Bereig                                                          |
| Haltepunkt / Haltestelle (Strecke außer Betrieb) |                      | El Moghazi                                                         | El Moghazi                                                         |
| Bahnhof (Strecke außer Betrieb) | 76                   | Deir el-Balah                                                      | Deir el-Balah                                                      |
| Bahnhof (Strecke außer Betrieb) | 88                   | Chan Yunis                                                         | Chan Yunis                                                         |
| Bahnhof (Strecke außer Betrieb) | 100                  | Rafah                                                              | Rafah                                                              |
| Grenze (Strecke außer Betrieb) |                      | Grenze Gazastreifen/Ägypten                                        | Grenze Gazastreifen/Ägypten                                        |
| Abzweig geradeaus und von links (Strecke außer Betrieb) |                      | Strecke von Beʾer Scheva                                           | Strecke von Beʾer Scheva                                           |
| Bahnhof (Strecke außer Betrieb) | 101                  | Rafah (Sinai) nördlicher Endhalt bis 1916                          | Rafah (Sinai) nördlicher Endhalt bis 1916                          |
| Haltepunkt / Haltestelle (Strecke außer Betrieb) |                      | Gabr Amir                                                          | Gabr Amir                                                          |
| Bahnhof (Strecke außer Betrieb) |                      | al-Arisch                                                          | al-Arisch                                                          |
| |                      | Sinai-Bahn nach Kairo & Alexandria                                 |                                                                    |

1996 wurden die Palestine Railways als Eisenbahngesellschaft für die Palästinensischen Autonomiegebiete neu gegründet. Sie übernahm theoretisch die Eisenbahn im Gaza-Streifen. Die Strecke ist etwa 50 km lang und reicht von der ägyptischen Grenzstation Rafah bis zur israelischen Grenzstation Erez. Die Strecke ist teilweise baulich nicht mehr vorhanden, Fahrzeuge gab es keine mehr, der Eisenbahnverkehr wurde nie aufgenommen.

Bilder
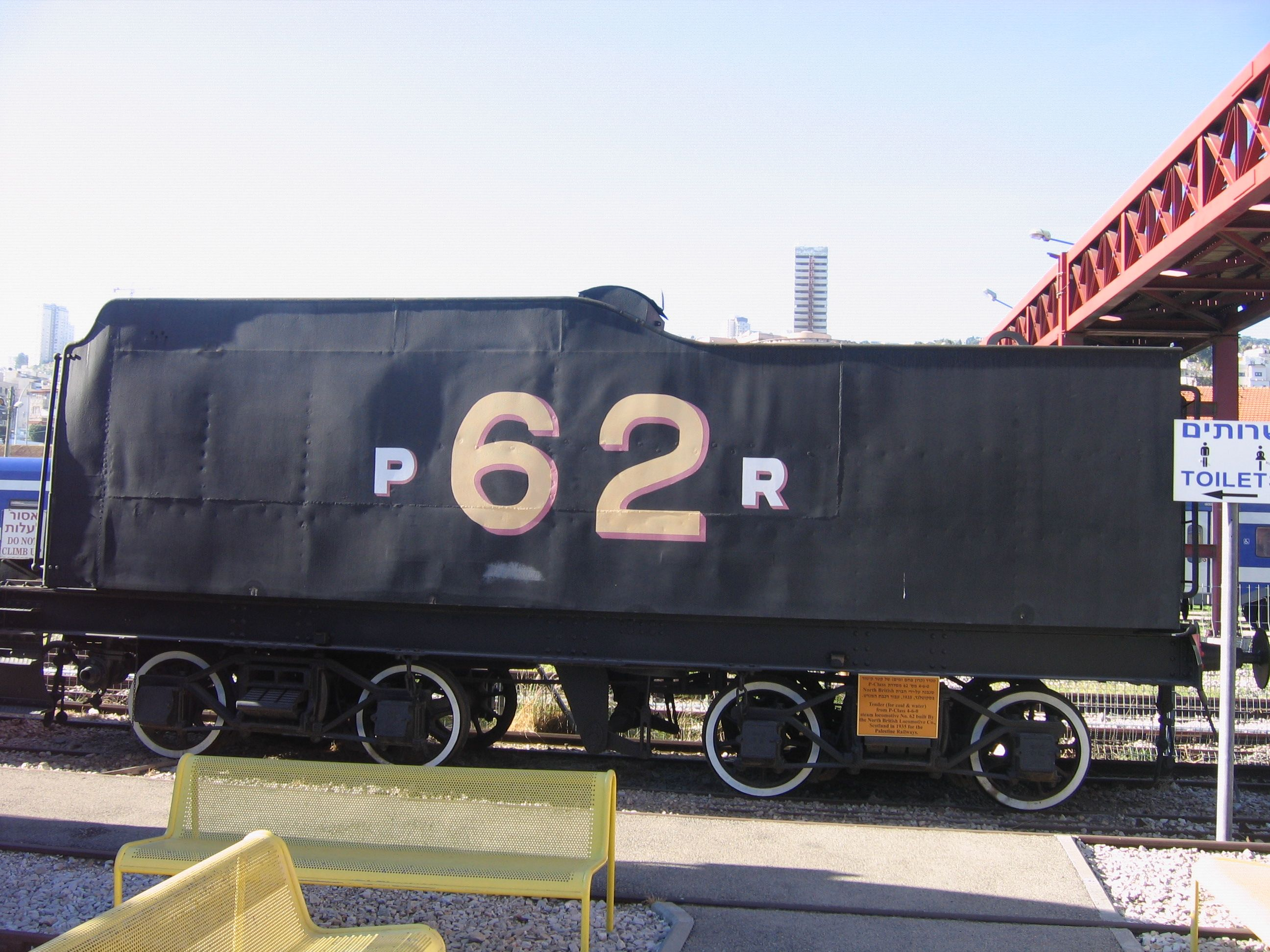
Tender der 1935er North British 2'C Dampflokomotive Nr. 62
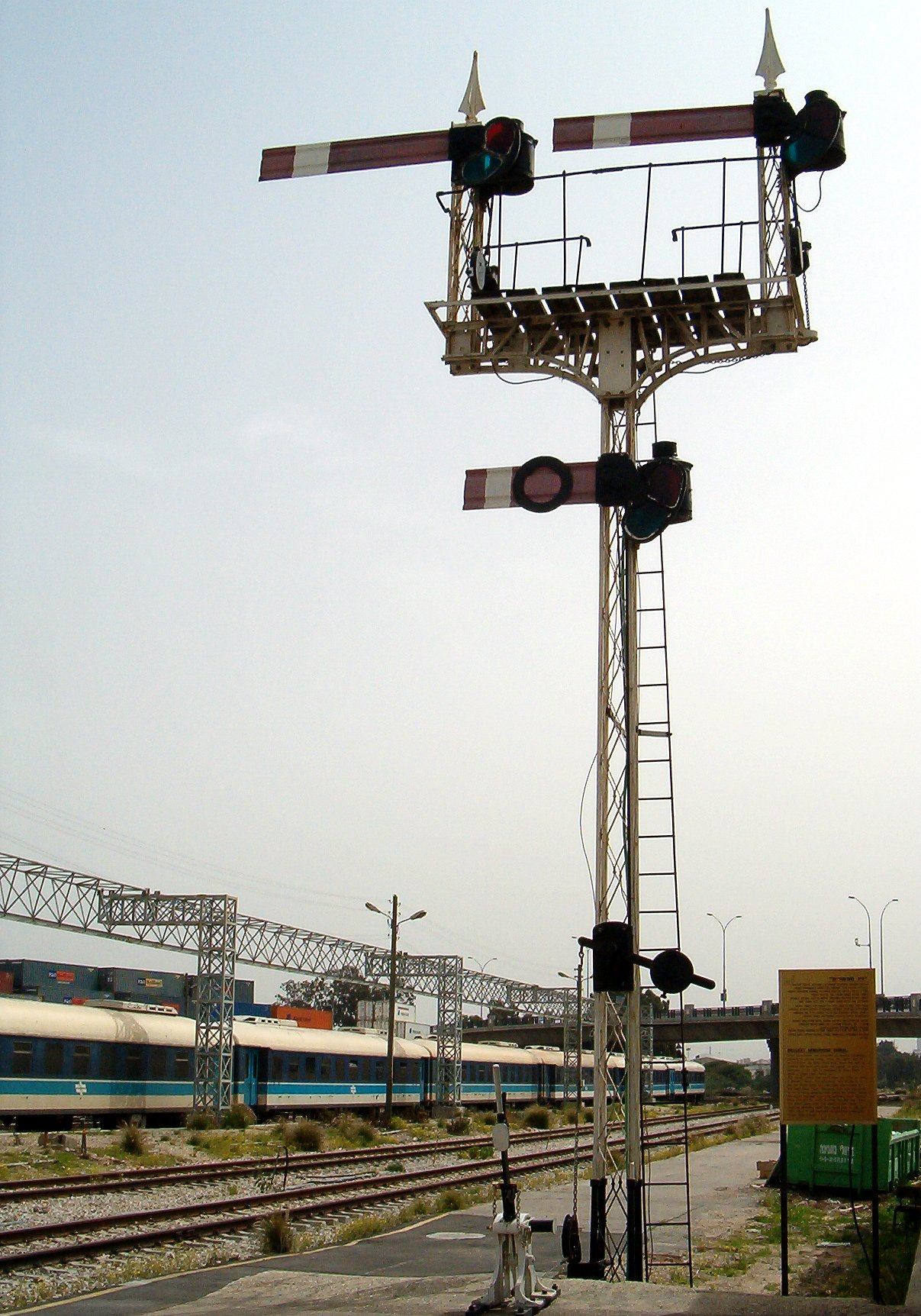
Palestine Railways-Formsignal der 1930er Jahre bei Haifa-Mizrach mit Rangierarm der 1950er Jahre der Rakkevet Israel
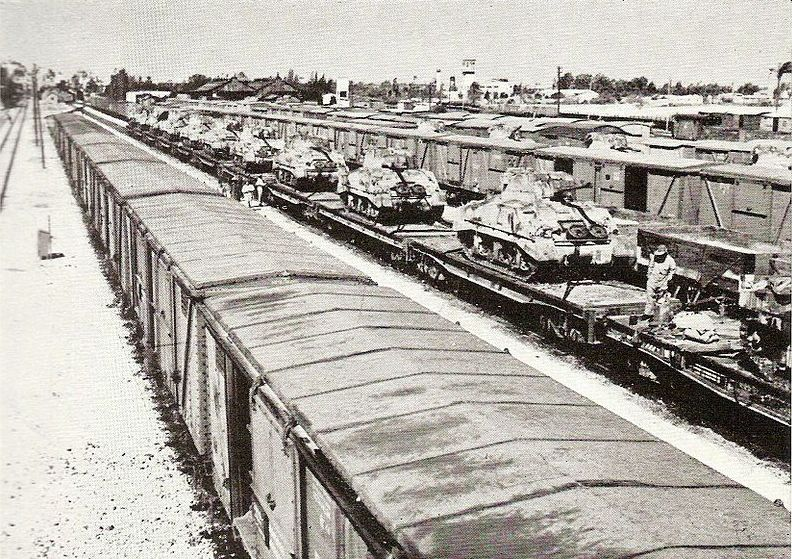
Güterbahnhof Haifa-Mizrach mit Sherman-Panzern auf zwei Flachwagenzügen, 1946
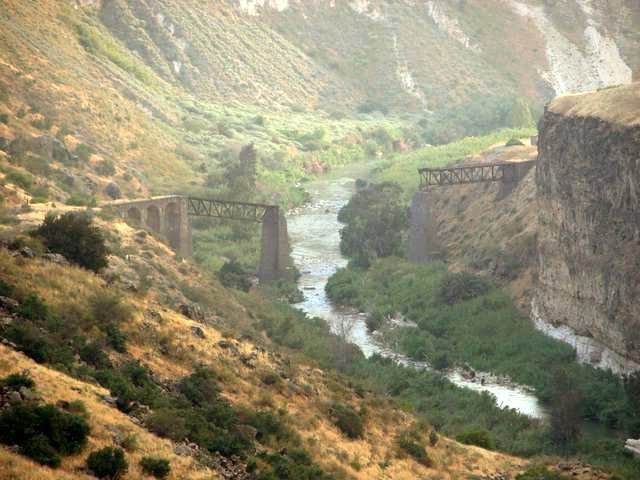
Dschisr al-Ḥammah (2. Jarmukbrücke) der Jesreʾeltalbahn, erneut gesprengt 1946, Aufnahme 2005